# Q符号
Q符号（キューふごう、Q code）とは、国際的に無線通信において用いられるQを頭文字とする3文字の略記号のことで、単に略符号とも呼ばれる。

## 概要
国際電気通信連合 (ITU) は「国際電気通信連合憲章に規定する無線通信規則」(RR:Radio Regulations) に対する勧告 (Recommendation) で、
- QOA - QQZを海上業務用
- QRA - QUZをすべての業務用

と定め、国際呼出符字列分配表においてもQから始まる符字列を分配していない。
国際民間航空機関 (ICAO) は、航空業務手続 (PANS:Procedures for Air Navigation Services) Doc 8400で、
- QAA - QNZを航空業務用

に定めていたが、1999年の第5版から削除した。一部は略語として残っている。
ITU、ICAOのいずれもQAA - QUZのすべての組合せが定義されているわけではない。これを受けて日本は、総務省令無線局運用規則別表および告示で規定する。QRA - QTZを識別信号に用いていない。
軍用無線は、北大西洋条約機構 (NATO) が定義している。
本来はモールス通信で通信文を短縮するもので、音声通信では船舶無線や航空無線で一部が用いられるのみである。陸上通信では、米国フロリダ州マイアミ・デイド郡警察の“METRO DADE COUNTY - POLICE SIGNAL CODES”など一部組織内で使用する事例や、未使用のQ符号に独自の意義をつけて組織内で使用するロシア軍やドイツ警察などの事例も見られる。
アマチュア無線ではQRA - QTHが日常的に用いられており、定義とはやや異なる意味で慣用されている場合もある。この慣用に異論を唱える者も散見される。

### 歴史
Q符号を制定したのは英国である。1909年には英国の船舶局および海岸局用の略語集が発行されている。Q符号は海上通信で意思の疎通を容易にできるものとあって国際的な統一が図られることとなった。
1912年の万国無線電信会議（ITUの前身の一つ）第三回ロンドン会議での無線通信用略語の提案中には45のQ符号がある。このとき採択されたのはQRA - QRD、QRF - QRH、QRJ - QRNの12符号である。一部は今日のものと意義が異なる。事後は種類が増え続けていった。中には当初の意義と別の意味におきかわったものもある。例としてQSWとQSXがある。これは火花送信機の周波数調整に関するものであったのが技術の進歩により淘汰されたことによる。
1970年代に至るまでに気象、無線測位、通信方法、捜索救難などに関する数百ものQ符号が定義された。ほとんどはモールス通信用であるがQJA - QJKはラジオテレタイプ用である。これ以降は音声通信の普及に伴い、20世紀末には航空業務用は一部を除き廃止、海上業務用およびすべての業務用は依然として定義されてはいるもののモールス通信そのものの使用が激減している。

## 無線局運用規則
この節の引用部の読点、促音、拗音の表記は原文ママである。また、「サイクル」・「kc」・「Mc」・「ミリバール」は当規則の公布時に使用されていた単位で、現在の国際単位系ではそれぞれヘルツ、キロヘルツ、メガヘルツ、ヘクトパスカルに相当する。フランは貨幣単位で金フランのこと。
別表第2号「無線電信通信の略符号（第13条関係）」の「1 Q符号」を掲げる。
| Q符号 | 意義 | 意義 |
| --- | --- | --- |
| Q符号 | 問い | 答え又は通知 |
| QOA (1) | そちらは，無線電信(500kHz)で通信することができますか。 | こちらは，無線電信(500kHz)で通信することができます。 |
| QOB (1) | そちらは，無線電話(2,182kHz)で通信することができますか。 | こちらは，無線電話(2,182kHz)で通信することができます。 |
| QOC (1) | そちらは，無線電話(156.8MHz)で通信することができますか。 | こちらは，無線電話(156.8MHz)で通信することができます。 |
| QOD (1) | そちらは， 0 オランダ語 1 英語 2 フランス語 3 ドイツ語 4 ギリシャ語 5 イタリア語 6 日本語 7 ノールウェー語 8 ロシア語 9 スペイン語 で，こちらと通信することができますか。 | こちらは， 0 オランダ語 1 英語 2 フランス語 3 ドイツ語 4 ギリシャ語 5 イタリア語 6 日本語 7 ノールウェー語 8 ロシア語 9 スペイン語 で，そちらと通信することができます。 |
| QOE (1) | そちらは，……(名称又は呼出符号)が送信した安全信号を受信しましたか。 | こちらは，……(名称又は呼出符号)が送信した安全信号を受信しました。 |
| QOF (1) | こちらの信号の実用上の質はどうですか。 | そちらの信号の質は， 1 実用には適しません。 2 どうにか実用に適します。 3 実用に適します。 |
| QOG (1) | そちらには，送信するテープがいくらありますか。 | こちらには，送信するテープが……だけあります。 |
| QOH (1) | こちらから位相信号を……秒間送信しましょうか。 | 位相信号を……秒間送信してください。 |
| QOI (1) | こちらは，こちらのテープを送信しましょうか。 | そちらのテープを送信してください。 |
| QOJ (1) | そちらは，衛星非常用位置指示無線標識の通報又は航空機用救命無線機等の通報を……kHz(又はMHz)で聴取してくれませんか。 | こちらは，衛星非常用位置指示無線標識の通報又は航空機用救命無線機等の通報を……kHz(又はMHz)で聴取しています。 |
| QOK (1) | そちらは，……kHz(又はMHz)で衛星非常用位置指示無線標識の通報又は航空機用救命無線機等の通報を受信しましたか。 | こちらは，……kHz(又はMHz)で衛星非常用位置指示無線標識の通報又は航空機用救命無線機等の通報を受信しました。 |
| QOL (1) | 貴船舶には，選択呼出しの受信設備がありますか。もしあれば，そちらの選択呼出番号又は選択呼出信号は，何ですか。 | 当船舶には，選択呼出しの受信設備があります。こちらの選択呼出番号又は選択呼出信号は……です。 |
| QOM (1) | どの周波数で選択呼出しによって貴船舶と連絡することができますか。 | 当船舶とは，・・・の周波数で選択呼出しによって連絡することができます(必要があるときは，連絡設定が可能な時間を付ける。)。 |
| QOO (1) | そちらは，どの通信周波数でも送信することができますか。 | こちらは，どの通信周波数でも送信することができます。 |
| QOT (1) | そちらは，こちらの呼出しを聞いていますか。そちらと通信を交換することができるまでのおよその待ち時間は，何分ですか。 | こちらは，そちらの呼出しを聞いています。およその待ち時間は，……分です。 |
| QRA | 貴局名は，何ですか | 当局名は，……です。 |
| QRB | 貴局は，当局からおよそいくらの距離にありますか。 | 貴局と当局との間の距離は，およそ……海里(又はキロメートル)です。 |
| QRC | 何私企業(又は主管庁)が貴局の料金計算を清算しますか。 | 当局の料金計算は，……私企業(又は主管庁)が清算します。 |
| QRD | そちらは，どこへ行きますか。どこから来ましたか。 | こちらは，……へ行きます。……から来ました。 |
| QRE | そちらは，何時に……(場所)(又は……の上空)に到着の見込みですか。 | こちらは，……(場所)(又は……の上空)に……時に到着の見込みです。 |
| QRF | そちらは，……(場所)へ帰りますか。 | こちらは，……(場所)へ帰ります。 又は ……(場所)へ帰ってください。 |
| QRG | こちら(又は……)の正確な周波数を示してくれませんか。 | そちら(又は……)の正確な周波数は，……kHz(又はMHz)です。 |
| QRH | こちらの周波数は，変化しますか。 | そちらの周波数は，変化します。 |
| QRI | こちらの発射の音調は，どうですか。 | そちらの発射の音調は， 1 良いです。 2 変化します。 3 悪いです。 |
| QRJ | そちらの無線電話呼出し申込みは，いくつありますか。 | こちらの無線電話呼出し申込みは，……です。 |
| QRK | こちらの信号(又は……(名称又は呼出符号)の信号)の明瞭度は，どうですか。 | そちらの信号(又は……(名称又は呼出符号)の信号)の明瞭度は， 1 悪いです。 2 かなり悪いです。 3 かなり良いです。 4 良いです。 5 非常に良いです。 |
| QRL | そちらは，通信中ですか。 | こちらは，通信中です(又はこちらは，……(名称又は呼出符号)と通信中です。)。妨害しないでください。 |
| QRM | こちらの伝送は，混信を受けていますか。 | そちらの伝送は， 1 混信を受けていません。 2 少し混信を受けています。 3 かなりの混信を受けています。 4 強い混信を受けています。 5 非常に強い混信を受けています。 |
| QRN | そちらは，空電に妨げられていますか。 | こちらは， 1 空電に妨げられていません。 2 少し空電に妨げられています。 3 かなり空電に妨げられています。 4 強い空電に妨げられています。 5 非常に強い空電に妨げられています。 |
| QRO | こちらは，送信機の電力を増加しましょうか。 | 送信機の電力を増加してください。 |
| QRP | こちらは，送信機の電力を減少しましょうか。 | 送信機の電力を減少してください。 |
| QRQ | こちらは，もっと速く送信しましょうか。 | もっと速く送信してください(1分間に……語)。 |
| QRR | そちらは，自動機使用の用意ができましたか。 | こちらは，自動機使用の用意ができました。1分間に……語の速度で送信してください。 |
| QRS | こちらは，もっと遅く送信しましょうか。 | もっと遅く送信してください(1分間に……語)。 |
| QRT | こちらは，送信を中止しましょうか。 | 送信を中止してください。 |
| QRU | そちらは，こちらへ伝送するものがありますか。 | こちらは，そちらへ伝送するものはありません。 |
| QRV | そちらは，用意ができましたか。 | こちらは，用意ができました。 |
| QRW | こちらは，……に，そちらが……kHz(又はMHz)で彼を呼んでいることを通知しましょうか。 | ……に，こちらが……kHz(又はMHz)で彼を呼んでいることを通知してください。 |
| QRX | そちらは，何時に再びこちらを呼びますか。 | こちらは，……時に(……kHz(又はMHz)で)再びそちらを呼びます。 |
| QRY | こちらの順位は，何番ですか(通信連絡に関して)。 | そちらの順位は，……番です(又は他の指示による。)(通信連絡に関して)。 |
| QRZ | 誰がこちらを呼んでいますか。 | そちらは，……から(……kHz(又はMHz)で)呼ばれています。 |
| QSA | こちらの信号(又は……(名称又は呼出符号)の信号)の強さは，どうですか。 | そちらの信号(又は……(名称又は呼出符号)の信号)の強さは， 1 ほとんど感じません。 2 弱いです。 3 かなり強いです。 4 強いです。 5 非常に強いです。 |
| QSB | こちらの信号には，フェージングがありますか。 | そちらの信号には，フェージングがあります。 |
| QSC | そちらは，少量通信船舶局ですか。 | こちらは，少量通信船舶局です。 |
| QSD | こちらの信号は，切れますか。 | そちらの信号は，切れます。 |
| QSE | 救命浮機の予測流程は，どれ位ですか。 | 救命浮機の予測流程は，……(数字及び単位)です。 |
| QSF | そちらは，救助を終りましたか。 | こちらは，救助を終り，……基地へ向かって進行中です(救急車の必要な負傷者が……人あります。)。 |
| QSG | こちらは，電報を一度に……通送信しましょうか。 | 電報は，一度に……通送信してください。 |
| QSH | そちらは，そちらの方向探知装置でホーミングできますか。 | こちらは，こちらの方向探知装置で，(……(名称又は呼出符号)に)ホーミングできます。 |
| QSI | | こちらは，そちらの伝送を中断することができませんでした。 又は そちらは，……(名称又は呼出符号)に，こちらが(……kHz(又はMHz)の)彼の伝送を中断することができなかったことを通知してください。                                                                                                   |
| QSJ | ……あての徴収料金は，貴国の国内料金をあわせていくらですか。 | ……あての徴収料金は，当国の国内料金をあわせて……フランです。 |
| QSK | そちらは，そちらの信号の間に，こちらを聞くことができますか。できるとすれば，こちらは，そちらの伝送を中断してもよろしいですか。 | こちらは，こちらの信号の間に，そちらを聞くことができます。こちらの伝送を中断してよろしい。 |
| QSL | そちらは，受信証を送ることができますか。 | こちらは，受信証を送ります。 |
| QSM | こちらは，そちらに送信した最後の電報(又は以前の電報)を反復しましようか。 | そちらがこちらに送信した最後の電報(又は第……号電報)を反復してください。 |
| QSN | そちらは，こちら(又は……(名称又は呼出符号))を……kHz(又はMHz)で聞きましたか。 | こちらは，そちら(又は……(名称又は呼出符号))を……kHz(又はMHz)で聞きました。 |
| QSO | そちらは，……(名称又は呼出符号)と直接(又は中継で)通信することができますか。 | こちらは，……(名称又は呼出符号)と直接(又は……の中継で)通信することができます。 |
| QSP | そちらは，無料で……(名称又は呼出符号)へ中継してくれませんか。 | こちらは，無料で……(名称又は呼出符号)へ中継しましょう。 |
| QSQ | そちらには，医師(又は……(人名))が乗船していますか。 | こちらには，医師(又は……(人名))が乗船しています。 |
| QSR | こちらは，呼出周波数で呼出しを反復しましょうか。 | 呼出周波数でそちらの呼出しを反復してください。そちらを聞くことができませんでした(又は混信があります。)。 |
| QSS | そちらは，どの通信周波数を使用しますか。 | こちらは，……kHz(又はMHz)の通信周波数を使用します。 |
| QSU | こちらは，この周波数(又は……kHz(若しくはMHz))で(種別……の発射で)送信又は応答しましようか。 | その周波数(又は……kHz(若しくはMHz))で(種別……の発射で)送信又は応答してください。 |
| QSV | こちらは，調整のために，この周波数(又は……kHz(若しくはMHz))でV(又は符号)の連続を送信しましょうか。 | 調整のために，その周波数(又は……kHz(若しくはMHz))でV(又は符号)の連続を送信してください。 |
| QSW | そちらは，この周波数(又は……kHz(若しくはMHz))で(種別……の発射で)送信してくれませんか。 | こちらは，この周波数(又は……kHz(若しくはMHz))で(種別……の発射で)送信しましょう。 |
| QSX | そちらは，……(名称又は呼出符号)を……kHz(又はMHz)で又は……の周波数帯若しくは……の通信路で聴取してくれませんか。 | こちらは，……(名称又は呼出符号)を……kHz(又はMHz)で又は……の周波数帯若しくは……の通信路で聴取しています。 |
| QSY | こちらは，他の周波数に変更して伝送しましょうか。 | 他の周波数(又は……kHz(若しくはMHz))に変更して伝送してください。 |
| QSZ | こちらは，各語又は各集合を2回以上送信しましょうか。 | 各語又は各集合を2回(又は……回)送信してください。 |
| QTA | こちらは，第……号電報(又は通報)を取り消しましょうか。 | 第……号電報(又は通報)を取り消してください。 |
| QTB | そちらは，こちらの語数計算に同意しますか。 | こちらは，そちらの語数計算に同意しません。こちらは，各語又は各集合の最初の文字又は数字を反復します。 |
| QTC | そちらには，送信する電報が何通ありますか。 | こちらには，そちら(又は……(名称又は呼出符号))への電報が……通あります。 |
| QTD | 救助船又は救助航空機は，何を収容しましたか。 | ……(識別表示)は， 1 ……(数)の生存者 2 難波物 3 ……(数)の死体 を収容しました。 |
| QTE | そちらからのこちらの真方位は，何度ですか。 又は ……(名称又は呼出符号)からのこちらの真方位は，何度ですか。 又は ……(名称又は呼出符号)の……(名称又は呼出符号)からの真方位は，何度ですか。 | こちらからのそちらの真方位は，……度でした。……時現在で。 又は ……(名称又は呼出符号)からのそちらの真方位は，……度でした。……時現在で。 又は ……(名称又は呼出符号)の……(名称又は呼出符号)からの真方位は，……度でした。……時現在で。                                                                 |
| QTG | そちらは，1線各10秒間の2線(又は搬送波)に続くそちらの呼出符号(又は名称)を(……回反復して)……kHz(又はMHz)で送信してくれませんか。 又は そちらは，……(名称又は呼出符号)に対して，1線各10秒間の2線(又は搬送波)に続くその呼出符号(又は名称)を(……回反復して)……kHz(又はMHz)で送信することを請求してくれませんか。 | こちらは，1線各10秒間の2線(又は搬送波)に続くこちらの呼出符号(又は名称)を(……回反復して)……kHz(又はMHz)で送信しましょう。 又は こちらは，……(名称又は呼出符号)に対して，1線各10秒間の2線(又は搬送波)に続くその呼出符号(又は名称)を(……回反復して)……kHz(又はMHz)で送信することを請求しました。 |
| QTH | 緯度及び経度で示す(又は他の表示による。)そちらの位置は，何ですか。 | こちらの位置は，緯度……，経度……(又は他の表示による。)です。 |
| QTI | そちらの真方位による航跡は，何度ですか。 | こちらの真方位による航跡は，……度です。 |
| QTJ | そちらの速力は，いくらですか(船舶又は航空機の水上又は空中の速力を請求する。)。 | こちらの速力は，……ノット(又は毎時……キロメートル若しくは毎時……法定マイル)です(船舶又は航空機の水上又は空中の速力を表示する。)。 |
| QTK | 貴航空機の地表面に対する速力は，いくらですか。 | 当航空機の地表面に対する速力は，……ノット(又は毎時……キロメートル若しくは毎時……法定マイル)です。 |
| QTL | そちらの真針路は，何度ですか。 | こちらの真針路は，……度です。 |
| QTM | そちらの磁針路は，何度ですか。 | こちらの磁針路は，……度です。 |
| QTN | そちらは，何時に……(場所)を出発しましたか。 | こちらは，……(場所)を……時に出発しました。 |
| QTO | そちらは，岸壁(又は港)を離れましたか。 又は そちらは，離陸(水)しましたか。 | こちらは，岸壁(又は港)を離れました。 又は こちらは，離陸(水)しました。 |
| QTP | そちらは，岸壁(又は港)に着くところですか。 又は そちらは，着水(又は着陸)するところですか。 | こちらは，岸壁(又は港)に着くところです。 又は こちらは，着水(又は着陸)するところです。 |
| QTQ | 貴局は，国際通信書によつて当局と通信することができますか。 | 当局は，国際通信書によつて貴局と通信しましょう。 |
| QTR | 正確な時刻は，何時ですか。 | 正確な時刻は，……時です。 |
| QTS | そちらは，そちらの呼出符号(又は名称)を……秒間送信してくれませんか。 | こちらの呼出符号(又は名称)を……秒間送信しましょう。 |
| QTT | | 次に続く識別信号は，別の伝送に重畳されています。 |
| QTU | 貴局は，何時から何時まで執務しますか。 | 当局は，……時から……時まで執務します。 |
| QTV | こちらは，周波数……kHz(又はMHz)で(……時から……時まで)そちらに代わって聴取しましょうか。 | 周波数……kHz(又はMHz)で(……時から……時まで)こちらに代わって聴取してください。 |
| QTW | 生存者の状態は，どうですか。 | 生存者の状態は，……，至急……が必要です。 |
| QTX | そちらは，更に通知するまで(又は……時まで)こちらとの通信のために執務してくれませんか。 | こちらは，更に通知があるまで(又は……時まで)そちらとの通信のために執務します。 |
| QTY | そちらは，事故の現場へ進行中ですか。進行中ならば，いつ到着の予定ですか。 | こちらは，事故の現場へ進行中で，……時(……日)に到着の予定です。 |
| QTZ | そちらは，捜索を続けていますか。 | こちらは，……(航空機，船舶，救命浮機，生存者又は難破物)の捜索を続けています。 |
| QUA | そちらは，……(名称又は呼出符号)の消息を知っていますか。 | ……(名称又は呼出符号)の消息は，次のとおりです。 |
| QUB | そちらは，次の事項をその順序で，こちらへ通知することができますか。 | 請求された事項は，次のとおりです。 ……(観測地)における地表風の真方位度数で示す方向及び速度，視界，現在の天候，雲量，雲型，地表から雲底までの高さ …… (速度及び距離に使用した単位を示すものとする。)                                                                                        |
| QUC | そちらがこちら(又は……(名称又は呼出符号))から受信した最後の電報の番号(又は他の表示)は，何ですか。 | こちらがそちら(又は……(名称又は呼出符号))から受信した最後の電報の番号(又は他の表示)は，……です。 |
| QUD | そちらは，……(名称又は呼出符号)が送信した緊急信号を受信しましたか。 | こちらは，……(名称又は呼出符号)が……時に送信した緊急信号を受信しました。 |
| QUE | そちらは，……(国語)で，必要ならば通訳付で通話することができますか。できるとすれば，何周波数で通話することができますか。 | こちらは，……(国語)で，……kHz(又はMHz)で，通話することができます。 |
| QUF | そちらは，……(名称又は呼出符号)が送信した遭難信号を受信しましたか。 | こちらは，……(名称又は呼出符号)が……時に送信した遭難信号を受信しました。 |
| QUG (2) | そちらは，不時着水(又は着陸)しますか。 | こちらは，直ちに不時着水(又は着陸)します。 又は こちらは，……(位置又は場所)に……時に不時着水(又は着陸)しようとしています。 |
| QUH | 海面の現在の気圧をこちらに示してくれませんか。 | 海面の現在の気圧は，……(単位)です。 |
| QUI (2) | そちらの航行灯は，ついていますか。 | こちらの航行灯は，ついています。 |
| QUJ (2) | そちら(又は……)に到着するための真方位による航跡を示してくれませんか。 | こちら(又は……)に到着するための真方位による航跡は，……度です。……時現在で。 |
| QUK (2) | そちらは，……(場所又は経緯度)で観測した海の状態をこちらに示すことができますか。 | ……(場所又は経緯度)の海は，……です。 |
| QUL (2) | そちらは，……(場所又は経緯度)で観測したうねりをこちらに示すことができますか。 | ……(場所又は経緯度)のうねりは，……です。 |
| QUM | こちらは，通常の業務を再開してもよろしいですか。 | 通常の業務を再開してもよろしい。 |
| QUN | 1 各局あての場合 こちらのすぐ付近(又は緯度……，経度……の付近)(若しくは……の付近)にいる船舶は，その位置，真針路及び速力を示してくれませんか。 2 1局あての場合 そちらの位置，真針路及び速力を示してくれませんか。                                                                                           | こちらの位置，真針路及び速力は，……です。 |
| QUO | こちらは， 1 航空機 2 船舶 3 救命浮機 を緯度……，経度……の付近(又は他の表示による。)で捜索しましょうか。 | 1 航空機 2 船舶 3 救命浮機 を緯度……，経度……の付近(又は他の表示による。)で捜索してください。 |
| QUP | そちらの所在を 1 探照灯 2 黒煙 3 花火 で示してくれませんか。 | こちらの所在を 1 探照灯 2 黒煙 3 花火 で示します。 |
| QUQ (2) | そちらの着水(又は着陸)を容易にするため，こちらは，こちらの探照灯をなるべく点滅して雲に垂直に向け，次に貴航空機が見え，又は聞こえたときに，風上の方の水上(又は地上)に向けましょうか。 | こちらの着水(又は着陸)を容易にするため，そちらの探照灯をなるべく点滅して雲に垂直に向け，次に当航空機が見え，又は聞こえたときに，風上の方の水上(又は地上)に向けてください。 |
| QUR | 生存者は， 1 救命具を受け取りましたか。 2 救助船に収容されましたか。 3 地上の救助隊に救われましたか。 | 生存者は， 1 ……の投下した救命具を受け取りました。 2 救助船に収容されました。 3 地上の救助隊に救われました。 |
| QUS | そちらは，生存者又は難破物を認めましたか。認めたとすればどの位置で認めましたか。 | こちらは， 1 水中の生存者 2 いかだの上の生存者 3 難破物 を緯度……，経度……(又は他の表示による。)で認めました。 |
| QUT | 事故の位置は，表示されていますか。 | 事故の位置は， 1 発火又は発煙 2 シーマーカ 3 シーマーカダイ 4 ……(他の表示法を示す。) で表示されています。 |
| QUU | こちらは，船舶又は航空機をこちらの位置へ導きましょうか。 | 船舶又は航空機……(名称又は呼出符号)を 1 ……kHz(又はMHz)でそちらの呼出符号及び長線を送信してそちらの位置へ， 2 ……kHz(又はMHz)でそちらに到着するためにとる真針路を送信して， 導いてください。                                                                                                |
| QUW | そちらは，……(指示符又は緯度及び経度)で示す捜索区域内にいますか。 | こちらは，……(区域の指示)捜索区域内にいます。 |
| QUX (1) | そちらには，現に発令中の航行警報又は強風警報がありますか。 | こちらには，現に発令中の次の航行警報又は強風警報があります。 |
| QUY | 救命浮機の位置は，表示されていますか。 | 救命浮機の位置は，……時に 1 発火又は発煙 2 シーマーカ 3 シーマーカダイ 4 ……(他の表示法を示す。) で表示されました。 |
| QUZ | こちらは，制限付きで業務を再開してもよろしいですか。 | 遭難通信は，なお継続中です。制限付きで業務を再開してもよろしい。 |
| 注 1. (1)を付したQ符号は，航空移動業務並びに航空、航空の準備及び航空の安全に関する情報を送信するための固定業務において使用してはならない。 2. (2)を付したQ符号は，海上移動業務において使用してはならない。 3. Q符号を問いの意義に使用するときは，Q符号の次に問符をつけなければならない。 | | |

### 変遷
- 昭和25年（1950年）　無線局運用規則制定時に「Q略語」としてQRA〜QUXが定義された。
  - 「1 アルファベット順の略語表」以外に「2 問い、答え、又は通知別の略語表」と種類別に並べ替えた略語表があった。
- 昭和28年（1953年）
  - 別表第2号1が「一般用Q略語」と改称されQRE、QRO、QRP、QTF、QTJ、QTK、QTL、QUH、QUK、QUL、QUM、QUV、QUU、QUV、QUXに航空関係の注などが追加された。
  - 「2 航空用Q略語」が追加され、QAB〜QNYが定義された。
- 昭和30年（1955年）　「航空用Q略語」にQKF〜QKM、QKO〜QKZ、QTMが追加された。
- 昭和31年（1956年）
  - QNYの意義が変更された。
  - QUV、QUX、QBB、QDXの意義が変更された。
- 昭和36年（1961年）
  - 「一般用Q略語」がQRA〜QUYとされ、航空関係の注などが本文に取り込まれた。
  - 「航空用Q略語」がQAB〜QNY、QTMとされた。
- 昭和38年（1963年）　QTMが「航空用Q略語」から削除され、「一般用Q略語」に取り込まれた。
- 昭和39年（1964年）　QBC、QGE、QMI、QNYの意義が変更された。
- 昭和44年（1969年）
  - 別表第2号1が「Q符号」と改称され「2 問い、答え、又は通知別の略語表」が削除、第2号2「航空用Q略語」も削除された。
    - 「航空用Q略語」は、告示[4]に移行した。

  - QOA〜QOKが定義され、Q符号に追加された。
- 昭和47年（1972年）　周波数の単位がc（サイクル）からHz（ヘルツ）に変更された。
- 昭和50年（1975年）　QUZが追加された。
- 昭和59年（1984年）　QOOが追加された。
- 平成2年（1990年）　「遭難自動通報局の通報又は航空機用救命無線の信号」が「非常用位置指示無線標識の通報，生存艇用非常位置無線標識の通報又は航空機用救命無線機の通報」に変更された。
- 平成6年（1994年）　「生存艇用非常位置無線標識の通報又は航空機用救命無線機」が「衛星非常用位置指示無線標識の通報又は航空機用救命無線機等」に変更された。
- 平成10年（1998年）　
  - 「非常用位置指示無線標識の通報」が削除された。
  - QTFが削除された。
- 平成11年（1999年）　
  - 「航空移動業務等」が「航空移動業務並びに航空，航空の準備及び航空の安全に関する情報を送信するための固定業務」に変更された。
  - 注から「航空移動業務においてこの表に定める意義にほかの意義を補足して使用する必要があるものについては，別に告示する」が削除された。

### 告示
告示に移行した航空用Q略語を掲げる。
| Q符号 | 意義 | 意義 | 意義 | 意義 |
| ----- | --- | --- | --- | --- |
| Q符号 | 問い | 答え又は通知 | 答え又は通知 | 答え又は通知 |
| QAB   | こちらは，……（場所又は管制機関等）（又は……に向かつて……（場所又は管制機関等））から……（場所又は管制機関等）まで高度……（数字及び単位）……（基準面）で飛行されることを許可されますか。                                                               | そちらは（又は……は）,……（場所又は管制機関等）から……（場所又は管制機関等）まで高度……（数字及び単位）……（基準面）で飛行されることを許可されます。 | そちらは（又は……は）,……（場所又は管制機関等）から……（場所又は管制機関等）まで高度……（数字及び単位）……（基準面）で飛行されることを許可されます。 | そちらは（又は……は）,……（場所又は管制機関等）から……（場所又は管制機関等）まで高度……（数字及び単位）……（基準面）で飛行されることを許可されます。 |
| QAF   | そちらは，……（場所）に（又は……（場所）の上空に）いる（又はいた）時刻を通知してくれませんか。 | こちらは，……（場所）に（又は……（場所）の上空に）います（又は高度……（数字及び単位）……（基準面）でいます）。 又は こちらは，……（場所）に（又は……（場所）の上空に）……時に（又は……時に高度……（数字及び単位）……（基準面）で）いました。 | こちらは，……（場所）に（又は……（場所）の上空に）います（又は高度……（数字及び単位）……（基準面）でいます）。 又は こちらは，……（場所）に（又は……（場所）の上空に）……時に（又は……時に高度……（数字及び単位）……（基準面）で）いました。 | こちらは，……（場所）に（又は……（場所）の上空に）います（又は高度……（数字及び単位）……（基準面）でいます）。 又は こちらは，……（場所）に（又は……（場所）の上空に）……時に（又は……時に高度……（数字及び単位）……（基準面）で）いました。 |
| QAG   | | そちらは，……（場所）の上空に……時に到着するように調節してください。 又は こちらは，……（場所）の上空に……時に到着するように調節しています。 | そちらは，……（場所）の上空に……時に到着するように調節してください。 又は こちらは，……（場所）の上空に……時に到着するように調節しています。 | そちらは，……（場所）の上空に……時に到着するように調節してください。 又は こちらは，……（場所）の上空に……時に到着するように調節しています。 |
| QAH   | そちらの高度は，……（基準面）でいくらですか。 | こちらの高度は，……（基準面）……（数字及び単位）です。参照QBF，QBG，QBH，QBK，QBN，QBP 又は そちらは，高度……（数字及び単位）……（基準面）に（時刻又は場所）において到達するように調節してください。 | こちらの高度は，……（基準面）……（数字及び単位）です。参照QBF，QBG，QBH，QBK，QBN，QBP 又は そちらは，高度……（数字及び単位）……（基準面）に（時刻又は場所）において到達するように調節してください。 | こちらの高度は，……（基準面）……（数字及び単位）です。参照QBF，QBG，QBH，QBK，QBN，QBP 又は そちらは，高度……（数字及び単位）……（基準面）に（時刻又は場所）において到達するように調節してください。 |
| QAI   | 付近を航行中の航空機は，何何ですか。 | 付近を航行中の航空機は，……です。 | 付近を航行中の航空機は，……です。 | 付近を航行中の航空機は，……です。 |
| QAK   | 衝突の危険がありますか。 | 衝突の危険があります（衝突を避けるための指示を示すQ符号その他の略符号を付する。）。 | 衝突の危険があります（衝突を避けるための指示を示すQ符号その他の略符号を付する。）。 | 衝突の危険があります（衝突を避けるための指示を示すQ符号その他の略符号を付する。）。 |
| QAL   | そちらは，……（場所）に着陸しようとしていますか。 又は ……（航空機）は，……（場所）に着陸しましたか。 | こちらは，……（場所）に着陸しようとしています。 又は そちらは，……（場所）に着陸してください。（又は着陸してくれなくてもさしつかえありません。） 又は ……（航空機）は，……（場所）に着陸しました。 | こちらは，……（場所）に着陸しようとしています。 又は そちらは，……（場所）に着陸してください。（又は着陸してくれなくてもさしつかえありません。） 又は ……（航空機）は，……（場所）に着陸しました。 | こちらは，……（場所）に着陸しようとしています。 又は そちらは，……（場所）に着陸してください。（又は着陸してくれなくてもさしつかえありません。） 又は ……（航空機）は，……（場所）に着陸しました。 |
| QAM   | ……（場所）における気象の最近の観測結果は，どうですか。 又は ……（航空機）は，……（場所）に着陸しましたか。 | ……（場所）における……時の気象の観測結果は……（注）です。 （注）1 情報をQ符号で示すときは，QAN，QBA，QNY，QNH（又はQFE），QMU，QNT及びQBJの順序（QMU，QNT及びQBJについては必要があるときに限る。）により，QAN，QBA，QNY及びQBBの情報には，必要がある場合を除くはか，当該Q符号の前置を省略する。 2 情報をMETAR型式で示すときには「METAR」の略語を前置する。                        | ……（場所）における……時の気象の観測結果は……（注）です。 （注）1 情報をQ符号で示すときは，QAN，QBA，QNY，QNH（又はQFE），QMU，QNT及びQBJの順序（QMU，QNT及びQBJについては必要があるときに限る。）により，QAN，QBA，QNY及びQBBの情報には，必要がある場合を除くはか，当該Q符号の前置を省略する。 2 情報をMETAR型式で示すときには「METAR」の略語を前置する。                        | ……（場所）における……時の気象の観測結果は……（注）です。 （注）1 情報をQ符号で示すときは，QAN，QBA，QNY，QNH（又はQFE），QMU，QNT及びQBJの順序（QMU，QNT及びQBJについては必要があるときに限る。）により，QAN，QBA，QNY及びQBBの情報には，必要がある場合を除くはか，当該Q符号の前置を省略する。 2 情報をMETAR型式で示すときには「METAR」の略語を前置する。                        |
| QAN   | ……（場所）における地表風の風向及び風速は，いくらですか。 | ……（場所）における……時の地表風の風向は……（別段の指示の無い限り，磁北に対する度）で，風速は……（数字及び単位）です。 | ……（場所）における……時の地表風の風向は……（別段の指示の無い限り，磁北に対する度）で，風速は……（数字及び単位）です。 | ……（場所）における……時の地表風の風向は……（別段の指示の無い限り，磁北に対する度）で，風速は……（数字及び単位）です。 |
| QAO   | ……（地点又は区域）の高度……（数字），……（単位）……（基準面）における真方位の度で示す風向及び風速は，いくらですか。 | ……（地点又は区域）における風向及び風速は，……（基準面）での高度……（数字及び単位）においては真方位……度……（数字及び単位）で，高度……（数字及び単位）においては真方位……度……（数字及び単位）です。 | ……（地点又は区域）における風向及び風速は，……（基準面）での高度……（数字及び単位）においては真方位……度……（数字及び単位）で，高度……（数字及び単位）においては真方位……度……（数字及び単位）です。 | ……（地点又は区域）における風向及び風速は，……（基準面）での高度……（数字及び単位）においては真方位……度……（数字及び単位）で，高度……（数字及び単位）においては真方位……度……（数字及び単位）です。 |
| QAP   | こちらは，そちらを（又は……を）何kc（又はMc）で聴取しましようか。 | こちらを（又は……を）何kc（又はMc）で聴取してください。 | こちらを（又は……を）何kc（又はMc）で聴取してください。 | こちらを（又は……を）何kc（又はMc）で聴取してください。 |
| QAQ   | こちらは，飛行禁止区域（又は……飛行禁止区域）の付近にいますか。 | そちらは 1 飛行禁止区域（又は……飛行禁止区域）の付近にいます。 2 飛行禁止区域（又は……飛行禁止区域）の上空を飛行しています。 | そちらは 1 飛行禁止区域（又は……飛行禁止区域）の付近にいます。 2 飛行禁止区域（又は……飛行禁止区域）の上空を飛行しています。 | そちらは 1 飛行禁止区域（又は……飛行禁止区域）の付近にいます。 2 飛行禁止区域（又は……飛行禁止区域）の上空を飛行しています。 |
| QAR   | こちらは，……分間を聴取を中止してもさしつかえありませんか。 | そちらは，……分間を聴取を中止してもさしつかえありません。 | そちらは，……分間を聴取を中止してもさしつかえありません。 | そちらは，……分間を聴取を中止してもさしつかえありません。 |
| QAU   | | こちらは，燃料を放棄しようとしています。 | こちらは，燃料を放棄しようとしています。 | こちらは，燃料を放棄しようとしています。 |
| QAW   | | こちらは，着陸復行をしようとしています。 | こちらは，着陸復行をしようとしています。 | こちらは，着陸復行をしようとしています。 |
| QAY   | そちらは，……（場所）において，機首に対して90度（又は270度）の旋回をする時刻（又は旋回をした時刻）をこちらに通知してくれませんか。 | こちらは，……（場所）において，機首に対して……度の旋回を……時に行いました。 | こちらは，……（場所）において，機首に対して……度の旋回を……時に行いました。 | こちらは，……（場所）において，機首に対して……度の旋回を……時に行いました。 |
| QAZ   | そちらは，暴風雨中飛行で通信が困難ですか。 | こちらは，暴風雨中飛行で通信が困難です（必要に応じ，QAR，QBE，QCS，QRM，QRN，QRX，QSZ又はCLを付する。）。 | こちらは，暴風雨中飛行で通信が困難です（必要に応じ，QAR，QBE，QCS，QRM，QRN，QRX，QSZ又はCLを付する。）。 | こちらは，暴風雨中飛行で通信が困難です（必要に応じ，QAR，QBE，QCS，QRM，QRN，QRX，QSZ又はCLを付する。）。 |
| QBA   | ……（場所）における水平視程は，いくらですか。 | ……（場所）における水平視程は，……時において……（数字及び単位）です。 | ……（場所）における水平視程は，……時において……（数字及び単位）です。 | ……（場所）における水平視程は，……時において……（数字及び単位）です。 |
| QBB   | 雲量，雲型及び雲底（又は……（場所）における雲量，雲型及び雲底）の飛行場からの高さは，いくらですか。 | ……（場所）における……時現在の雲量は8分の……，雲型は……（必要がある場合に限る。），雲底の飛行場からの高さは……（飛行場の公定標高を基準面とする数字及び単位）です。 （注）数個の雲高に係る情報は，次に掲げる順序により通知する。 1 最も低い雲層のもの 2 雲量が8分の3以上で1の次に高い雲層のもの 3 雲量が8分の5以上で2より高い雲層のもの 例 QBB CYUL 1300 2300 FT 3 1500 FT 6 9000 FT | ……（場所）における……時現在の雲量は8分の……，雲型は……（必要がある場合に限る。），雲底の飛行場からの高さは……（飛行場の公定標高を基準面とする数字及び単位）です。 （注）数個の雲高に係る情報は，次に掲げる順序により通知する。 1 最も低い雲層のもの 2 雲量が8分の3以上で1の次に高い雲層のもの 3 雲量が8分の5以上で2より高い雲層のもの 例 QBB CYUL 1300 2300 FT 3 1500 FT 6 9000 FT | ……（場所）における……時現在の雲量は8分の……，雲型は……（必要がある場合に限る。），雲底の飛行場からの高さは……（飛行場の公定標高を基準面とする数字及び単位）です。 （注）数個の雲高に係る情報は，次に掲げる順序により通知する。 1 最も低い雲層のもの 2 雲量が8分の3以上で1の次に高い雲層のもの 3 雲量が8分の5以上で2より高い雲層のもの 例 QBB CYUL 1300 2300 FT 3 1500 FT 6 9000 FT |
| QBC   | そちらの観測した（又は，……（地点若しくは区域）若しくは……時に観測した）気象状態を通知してくれませんか。 | ……（地又は区域）において……時に高度……（数字及び単位）……（基準面）でこちらが観測した気象状態は，……（注）です。 （注）答えは，AIREP形式による。 | ……（地又は区域）において……時に高度……（数字及び単位）……（基準面）でこちらが観測した気象状態は，……（注）です。 （注）答えは，AIREP形式による。 | ……（地又は区域）において……時に高度……（数字及び単位）……（基準面）でこちらが観測した気象状態は，……（注）です。 （注）答えは，AIREP形式による。 |
| QBD   | そちらは，燃料をいくら残していますか。 | 残りの燃料は，……（消費量を示す時間又は分）です。 | 残りの燃料は，……（消費量を示す時間又は分）です。 | 残りの燃料は，……（消費量を示す時間又は分）です。 |
| QBE   | | こちらは，空中線を巻き入れようとしています。 | こちらは，空中線を巻き入れようとしています。 | こちらは，空中線を巻き入れようとしています。 |
| QBF   | そちらは，雲中飛行をしていますか。 | こちらは，高度……（数字及び単位）……（基準面）で雲中飛行（又は雲中飛行により当該基準面からの高度……（数字及び単位）に向って上昇（又は下降））をしています。 | こちらは，高度……（数字及び単位）……（基準面）で雲中飛行（又は雲中飛行により当該基準面からの高度……（数字及び単位）に向って上昇（又は下降））をしています。 | こちらは，高度……（数字及び単位）……（基準面）で雲中飛行（又は雲中飛行により当該基準面からの高度……（数字及び単位）に向って上昇（又は下降））をしています。 |
| QBG   | そちらは，雲上飛行をしていますか。 | こちらは，高度……（数字及び単位）……（基準面）で雲上飛行をしています。 又は 雲，煙霧，もや又は霧の層から上に……（数字及び単位）の垂直距離を保つてください。 | こちらは，高度……（数字及び単位）……（基準面）で雲上飛行をしています。 又は 雲，煙霧，もや又は霧の層から上に……（数字及び単位）の垂直距離を保つてください。 | こちらは，高度……（数字及び単位）……（基準面）で雲上飛行をしています。 又は 雲，煙霧，もや又は霧の層から上に……（数字及び単位）の垂直距離を保つてください。 |
| QBH   | そちらは，雲層下飛行をしていますか。 | こちらは，高度……（数字及び単位）……（基準面）で雲層下飛行をしています。 又は そちらは，雲から下に……（数字及び単位）の垂直距離を保つてください。 | こちらは，高度……（数字及び単位）……（基準面）で雲層下飛行をしています。 又は そちらは，雲から下に……（数字及び単位）の垂直距離を保つてください。 | こちらは，高度……（数字及び単位）……（基準面）で雲層下飛行をしています。 又は そちらは，雲から下に……（数字及び単位）の垂直距離を保つてください。 |
| QBI   | ……（場所）（又は……から……まで）は，計器飛行方式によらなければなりませんか。 | ……（場所）（又は……から……まで）は，計器飛行方式によらなければなりません。 | ……（場所）（又は……から……まで）は，計器飛行方式によらなければなりません。 | ……（場所）（又は……から……まで）は，計器飛行方式によらなければなりません。 |
| QBJ   | 雲頂の雲量，雲型及び……（基準面）での高度（又は，……（地点若しくは区域）における雲頂の雲量，雲型及び……（基準面）での高度）は，いくらですか。 | ……時現在（地点又は区域）における雲頂の雲量は8分の……（又は8分の……，……型）で，高度は……（数字及び単位）……（基準面）です。 | ……時現在（地点又は区域）における雲頂の雲量は8分の……（又は8分の……，……型）で，高度は……（数字及び単位）……（基準面）です。 | ……時現在（地点又は区域）における雲頂の雲量は8分の……（又は8分の……，……型）で，高度は……（数字及び単位）……（基準面）です。 |
| QBK   | そちらは，付近に雲の無いところを飛行していますか。 | こちらは，付近に雲の無いところを高度……（数字及び単位）……（基準面）で飛行しています。 | こちらは，付近に雲の無いところを高度……（数字及び単位）……（基準面）で飛行しています。 | こちらは，付近に雲の無いところを高度……（数字及び単位）……（基準面）で飛行しています。 |
| QBM   | ……は，こちらあての通報を送りましたか。 | ……が……時に送つた通報があります。 | ……が……時に送つた通報があります。 | ……が……時に送つた通報があります。 |
| QBN   | そちらは，雲層間飛行をしていますか。 | こちらは，高度……（数字及び単位）……（基準面）で雲層間飛行をしています。 | こちらは，高度……（数字及び単位）……（基準面）で雲層間飛行をしています。 | こちらは，高度……（数字及び単位）……（基準面）で雲層間飛行をしています。 |
| QBO   | 有視界飛行方式による飛行が許されるもよりの飛行場で，こちらの着陸に適当なものは，どこですか。 | そちらの着陸に適当な……（場所）は，有視界飛行方式による飛行が許されています。 | そちらの着陸に適当な……（場所）は，有視界飛行方式による飛行が許されています。 | そちらの着陸に適当な……（場所）は，有視界飛行方式による飛行が許されています。 |
| QBP   | そちらは，雲に入つたり出たりの飛行をしていますか。 | こちらは，高度……（数字及び単位）……（基準面）で雲に入つたり出たりの飛行をしています。 | こちらは，高度……（数字及び単位）……（基準面）で雲に入つたり出たりの飛行をしています。 | こちらは，高度……（数字及び単位）……（基準面）で雲に入つたり出たりの飛行をしています。 |
| QBS   | | 計器飛行状態になる前に高度……（数字及び単位）……（基準面）に上昇（又は下降）したうえ，こちらに通知してください。視程が……（数字及び単位）以下になつた場合も同様にしてください。 | 計器飛行状態になる前に高度……（数字及び単位）……（基準面）に上昇（又は下降）したうえ，こちらに通知してください。視程が……（数字及び単位）以下になつた場合も同様にしてください。 | 計器飛行状態になる前に高度……（数字及び単位）……（基準面）に上昇（又は下降）したうえ，こちらに通知してください。視程が……（数字及び単位）以下になつた場合も同様にしてください。 |
| QBT   | 滑走路の基点にいる観測者が，こちらの着陸用の滑走路燈（又は，……（場所）の滑走路燈）を進入路の端末から滑走路に沿って，どの位離れているものまで見ることができますか。                                                                               | ……時現在……番滑走路の基点にいる観測者は，そちらの着陸用の滑走路燈（又は，……（場所）の滑走路燈）を進入路の端末から……（数字及び単位）まで見ることができました。 この観測のための装置を有していない無線局における答えはQNOとする。） | ……時現在……番滑走路の基点にいる観測者は，そちらの着陸用の滑走路燈（又は，……（場所）の滑走路燈）を進入路の端末から……（数字及び単位）まで見ることができました。 この観測のための装置を有していない無線局における答えはQNOとする。） | ……時現在……番滑走路の基点にいる観測者は，そちらの着陸用の滑走路燈（又は，……（場所）の滑走路燈）を進入路の端末から……（数字及び単位）まで見ることができました。 この観測のための装置を有していない無線局における答えはQNOとする。） |
| QBV   | そちらは，高度……（数字及び単位）……（基準面）（又は……（区域又は場所））に到達しましたか。 | こちらは，高度……（数字及び単位）……（基準面）（又は……（区域又は場所））に到達しました。 又は 高度……（数字及び単位）……（基準面）（又は……（区域又は場所））に到達したときは通知してください。 | こちらは，高度……（数字及び単位）……（基準面）（又は……（区域又は場所））に到達しました。 又は 高度……（数字及び単位）……（基準面）（又は……（区域又は場所））に到達したときは通知してください。 | こちらは，高度……（数字及び単位）……（基準面）（又は……（区域又は場所））に到達しました。 又は 高度……（数字及び単位）……（基準面）（又は……（区域又は場所））に到達したときは通知してください。 |
| QBX   | そちらは，高度……（数字及び単位）……（基準面）（又は……（区域又は場所））から離れましたか。 | こちらは，高度……（数字及び単位）……（基準面）（又は……（区域又は場所））から離れました。 又は 高度……（数字及び単位）……（基準面）（又は……（区域又は場所））から離れたときは通知してください。 | こちらは，高度……（数字及び単位）……（基準面）（又は……（区域又は場所））から離れました。 又は 高度……（数字及び単位）……（基準面）（又は……（区域又は場所））から離れたときは通知してください。 | こちらは，高度……（数字及び単位）……（基準面）（又は……（区域又は場所））から離れました。 又は 高度……（数字及び単位）……（基準面）（又は……（区域又は場所））から離れたときは通知してください。 |
| QBZ   | 雲に関してのそちらの飛行状態を通知してくれませんか。 | （参照）QBF，QBG，QBH，QBK，QBN及びQBP | （参照）QBF，QBG，QBH，QBK，QBN及びQBP | （参照）QBF，QBG，QBH，QBK，QBN及びQBP |
| QCA   | こちらは，高度を……（数字及び単位）から……（数字及び単位）……（基準面）に変更してもさしつかえありませんか。 | そちらは，高度を……（数字及び単位）から……（数字及び単位）……（基準面）に変更してもさしつかえありません。 又は こちらは，高度を……（数字及び単位）から……（数字及び単位）……（基準面）に変更中です。 | そちらは，高度を……（数字及び単位）から……（数字及び単位）……（基準面）に変更してもさしつかえありません。 又は こちらは，高度を……（数字及び単位）から……（数字及び単位）……（基準面）に変更中です。 | そちらは，高度を……（数字及び単位）から……（数字及び単位）……（基準面）に変更してもさしつかえありません。 又は こちらは，高度を……（数字及び単位）から……（数字及び単位）……（基準面）に変更中です。 |
| QCB   | | 次の理由により遅延しています。 | 次の理由により遅延しています。 | 次の理由により遅延しています。 |
| QCE   | こちらは，いつ進入許可を得られますか。 | 進入許可は……時に与えられると思います。 又は 進入許可は間もなく与えられると思います。 | 進入許可は……時に与えられると思います。 又は 進入許可は間もなく与えられると思います。 | 進入許可は……時に与えられると思います。 又は 進入許可は間もなく与えられると思います。 |
| QCF   | | 未定です。進入許可の与えられるのは，……時よりおそくはならないと思います。 | 未定です。進入許可の与えられるのは，……時よりおそくはならないと思います。 | 未定です。進入許可の与えられるのは，……時よりおそくはならないと思います。 |
| QCH   | こちらは，……（場所）へ滑走してもさしつかえありませんか。 | ……（普通語で示す場所）へ滑走することを許可されました。 | ……（普通語で示す場所）へ滑走することを許可されました。 | ……（普通語で示す場所）へ滑走することを許可されました。 |
| QCI   | | 直ちに360度旋回（又は……に旋回）してください。 又は こちらは，直ちに360度旋回（又は……に旋回）をしています。 | 直ちに360度旋回（又は……に旋回）してください。 又は こちらは，直ちに360度旋回（又は……に旋回）をしています。 | 直ちに360度旋回（又は……に旋回）してください。 又は こちらは，直ちに360度旋回（又は……に旋回）をしています。 |
| QCS   | | こちらは，……周波数の電波による受信ができなくなりました。 | こちらは，……周波数の電波による受信ができなくなりました。 | こちらは，……周波数の電波による受信ができなくなりました。 |
| QCX   | そちらの完全な呼出符号は，何ですか。 | こちらの完全な呼出符号は，……です。 又は そちらは，おつて通知するまで完全な呼出符号を使用してください。 | こちらの完全な呼出符号は，……です。 又は そちらは，おつて通知するまで完全な呼出符号を使用してください。 | こちらの完全な呼出符号は，……です。 又は そちらは，おつて通知するまで完全な呼出符号を使用してください。 |
| QCY   | | こちらは，垂下空中線を使用しています。 又は 垂下空中線を使用してください。 | こちらは，垂下空中線を使用しています。 又は 垂下空中線を使用してください。 | こちらは，垂下空中線を使用しています。 又は 垂下空中線を使用してください。 |
| QDB   | そちらは，……に通報を送りましたか。 | こちらは，……に通報を送りました。 | こちらは，……に通報を送りました。 | こちらは，……に通報を送りました。 |
| QDC   | ……地点におけるそちらのD-valueは，いくらですか。 又は ……（場所又は地点）における（又は……（場所又は地点）における……時の）……ミリバール等圧面のD-valueは，いくらですか。                                                                             | ……（地点）の1013.2ミリバール基準面での高度……（数字及び単位）におけるこちらのD-valueは，……（数字及び単位）（注）です。 又は ……（場所又は地点）における……時の……ミリバール等圧面のこちらのD-valueは，（数字及び単位）（注）です。 （注）D-valueの数字及び単位には，真高度が標準気圧高度より高いときはPS（プラス）を，MS（マイナス）を付する。                                     | ……（地点）の1013.2ミリバール基準面での高度……（数字及び単位）におけるこちらのD-valueは，……（数字及び単位）（注）です。 又は ……（場所又は地点）における……時の……ミリバール等圧面のこちらのD-valueは，（数字及び単位）（注）です。 （注）D-valueの数字及び単位には，真高度が標準気圧高度より高いときはPS（プラス）を，MS（マイナス）を付する。                                     | ……（地点）の1013.2ミリバール基準面での高度……（数字及び単位）におけるこちらのD-valueは，……（数字及び単位）（注）です。 又は ……（場所又は地点）における……時の……ミリバール等圧面のこちらのD-valueは，（数字及び単位）（注）です。 （注）D-valueの数字及び単位には，真高度が標準気圧高度より高いときはPS（プラス）を，MS（マイナス）を付する。                                     |
| QDL   | そちらは，こちらに方位の連続測定を要求しているのですか。 | こちらは，そちらに方位の連続測定を要求しています。 | こちらは，そちらに方位の連続測定を要求しています。 | こちらは，そちらに方位の連続測定を要求しています。 |
| QDM   | 無風状態において，そちら（又は……）向かうためのこちらの磁針路を示してくれせんか。 | 無風状態において，こちら（又は……）に向かうためのそちらの磁針路は……度（又は……度で測定時刻は……時）でした。 | 無風状態において，こちら（又は……）に向かうためのそちらの磁針路は……度（又は……度で測定時刻は……時）でした。 | 無風状態において，こちら（又は……）に向かうためのそちらの磁針路は……度（又は……度で測定時刻は……時）でした。 |
| QDP   | そちらは，……の管制（又は責任）をただいま（又は……時に）引き受けますか。 | こちらは，……の管制（又は責任）をただいま（又は……時に）引き受けます。 | こちらは，……の管制（又は責任）をただいま（又は……時に）引き受けます。 | こちらは，……の管制（又は責任）をただいま（又は……時に）引き受けます。 |
| QDR   | こちらの磁針方位は，そちら（又は……）からいくらですか。 | そちらの磁針方位は，こちら（又は……）から……度（又は……度で測定時刻は……時）でした。 | そちらの磁針方位は，こちら（又は……）から……度（又は……度で測定時刻は……時）でした。 | そちらの磁針方位は，こちら（又は……）から……度（又は……度で測定時刻は……時）でした。 |
| QDT   | そちらは，有視界気象状態において飛行中ですか。 | こちらは，有視界気象状態において飛行中です。 又は そちらは，常に有視界気象状態において飛行してください。 | こちらは，有視界気象状態において飛行中です。 又は そちらは，常に有視界気象状態において飛行してください。 | こちらは，有視界気象状態において飛行中です。 又は そちらは，常に有視界気象状態において飛行してください。 |
| QDU   | | こちらの計器飛行方式による飛行計画を取り消してください。 | こちらの計器飛行方式による飛行計画を取り消してください。 | こちらの計器飛行方式による飛行計画を取り消してください。 |
| QDV   | そちらは，……（数字及び単位）以下の水平視程において飛行中ですか。 | こちらは，……（数字及び単位）以下の水平視程において，高度（数字及び単位）から……（基準面）で飛行中です。 | こちらは，……（数字及び単位）以下の水平視程において，高度（数字及び単位）から……（基準面）で飛行中です。 | こちらは，……（数字及び単位）以下の水平視程において，高度（数字及び単位）から……（基準面）で飛行中です。 |
| QEA   | こちらは，こちらの前方の滑走路を横切つてもさしつかえありませんか。 | そちらは，そちらの前方の滑走路を横切つてもさしつかえありません。 | そちらは，そちらの前方の滑走路を横切つてもさしつかえありません。 | そちらは，そちらの前方の滑走路を横切つてもさしつかえありません。 |
| QEB   | こちらは，交さ点で旋回してもさしつかえありませんか。 | 交さ点で……（まつすぐ前のときはDRT，左のときはLEFT，右のときはRITE）に滑走してください。 | 交さ点で……（まつすぐ前のときはDRT，左のときはLEFT，右のときはRITE）に滑走してください。 | 交さ点で……（まつすぐ前のときはDRT，左のときはLEFT，右のときはRITE）に滑走してください。 |
| QEC   | こちらは，180度旋回して滑走路を帰つてもさしつかえありませんか。 | そちらは，180度旋回して滑走路を帰つてもさしつかえありません。 | そちらは，180度旋回して滑走路を帰つてもさしつかえありません。 | そちらは，180度旋回して滑走路を帰つてもさしつかえありません。 |
| QED   | こちらは，誘導車の後に続きましようか。 | 誘導車の後に続いてください。 | 誘導車の後に続いてください。 | 誘導車の後に続いてください。 |
| QEF   | こちらは，けい留場に到達しましたか。 又は そちらは，けい留場に到達しましたか。 | そちらは，けい留場に到達しています。 又は こちらは，けい留場に到達しました。 | そちらは，けい留場に到達しています。 又は こちらは，けい留場に到達しました。 | そちらは，けい留場に到達しています。 又は こちらは，けい留場に到達しました。 |
| QEG   | こちらは，けい留場を出発してもさしつかえありませんか。 又は そちらは，けい留場を出発しましたか。 | そちらは，けい留場を出発してもさしつかえありません。 又は こちらは，けい留場を出発しました。 | そちらは，けい留場を出発してもさしつかえありません。 又は こちらは，けい留場を出発しました。 | そちらは，けい留場を出発してもさしつかえありません。 又は こちらは，けい留場を出発しました。 |
| QEH   | こちらは，……番滑走路の待機場所まで移動してもさしつかえありませんか。 又は そちらは，……番滑走路の待機場所まで移動しましたか。 | ……番滑走路の待機場所までの移動が許可されました。 又は こちらは，……番滑走路の待機場所まで移動しました。 | ……番滑走路の待機場所までの移動が許可されました。 又は こちらは，……番滑走路の待機場所まで移動しました。 | ……番滑走路の待機場所までの移動が許可されました。 又は こちらは，……番滑走路の待機場所まで移動しました。 |
| QEJ   | こちらは，離陸位置についてもさしつかえありませんか。 又は そちらは，離陸位置についていますか。 | ……番滑走路の離陸位置における待機が許可されました。 又は こちらは，……番滑走路の離陸位置について待機しています。 | ……番滑走路の離陸位置における待機が許可されました。 又は こちらは，……番滑走路の離陸位置について待機しています。 | ……番滑走路の離陸位置における待機が許可されました。 又は こちらは，……番滑走路の離陸位置について待機しています。 |
| QEK   | そちらは，直ちに離陸するための準備ができていますか。 | こちらは，直ちに離陸するための準備ができています。 | こちらは，直ちに離陸するための準備ができています。 | こちらは，直ちに離陸するための準備ができています。 |
| QEL   | こちらは，離陸（又は離陸し，かつ離陸後……側に旋回）してもさしつかえありませんか。 | そちらは，離陸（又は離陸及び離陸後……への旋回）が許可されました。 | そちらは，離陸（又は離陸及び離陸後……への旋回）が許可されました。 | そちらは，離陸（又は離陸及び離陸後……への旋回）が許可されました。 |
| QEM   | ……（場所）における着陸帯の表面の状況は，どうですか。 | ……（場所）における着陸帯の表面の状況は，……（ノータム用略語により示す情報）です。 | ……（場所）における着陸帯の表面の状況は，……（ノータム用略語により示す情報）です。 | ……（場所）における着陸帯の表面の状況は，……（ノータム用略語により示す情報）です。 |
| QEN   | こちらは，現在位置において待機しましようか。 | そちらの現在位置において待機してください。 | そちらの現在位置において待機してください。 | そちらの現在位置において待機してください。 |
| QEO   | こちらは，滑走路（又は離陸帯）をあけましようか。 又は そちらは，滑走路（又は離陸帯）をあけましたか。 | 滑走路（又は離陸帯）をあけてください。 又は こちらは，滑走路（又は離陸帯）をあけました。 | 滑走路（又は離陸帯）をあけてください。 又は こちらは，滑走路（又は離陸帯）をあけました。 | 滑走路（又は離陸帯）をあけてください。 又は こちらは，滑走路（又は離陸帯）をあけました。 |
| QES   | ……（場所）においては，右側通行が行われていますか。 | ……（場所）においては，右側通行が行われています。 | ……（場所）においては，右側通行が行われています。 | ……（場所）においては，右側通行が行われています。 |
| QFA   | ……（飛行，航空路，航空路の区間又は区域）の……時から……時までの間の気象予報は，どうですか。 | ……（飛行，航空路，航空路の区間又は区域）の……時から……時までの間の気象予報は，……（注）です。 （注）予報をQ符号で示すときは，QAO，QMX，QMY，QNY，QBA，QMW，QFT，QNIの順による。 | ……（飛行，航空路，航空路の区間又は区域）の……時から……時までの間の気象予報は，……（注）です。 （注）予報をQ符号で示すときは，QAO，QMX，QMY，QNY，QBA，QMW，QFT，QNIの順による。 | ……（飛行，航空路，航空路の区間又は区域）の……時から……時までの間の気象予報は，……（注）です。 （注）予報をQ符号で示すときは，QAO，QMX，QMY，QNY，QBA，QMW，QFT，QNIの順による。 |
| QFB   | | 1 進入燈 2 滑走路燈 3 進入燈及び滑走路燈 は，故障です。 | 1 進入燈 2 滑走路燈 3 進入燈及び滑走路燈 は，故障です。 | 1 進入燈 2 滑走路燈 3 進入燈及び滑走路燈 は，故障です。 |
| QFC   | 雲底の雲量，雲型及び……（基準面）での高度は，（場所，地点又は区域）においては，いくらですか。 | ……（場所，地点又は区域）における雲底は，8分の……，……型，高度……（数字及び単位）で数個の雲層又は雲塊に係る情報は，最も低い雲層又は雲塊のものから順次通知する。 | ……（場所，地点又は区域）における雲底は，8分の……，……型，高度……（数字及び単位）で数個の雲層又は雲塊に係る情報は，最も低い雲層又は雲塊のものから順次通知する。 | ……（場所，地点又は区域）における雲底は，8分の……，……型，高度……（数字及び単位）で数個の雲層又は雲塊に係る情報は，最も低い雲層又は雲塊のものから順次通知する。 |
| QFD   | 1 航空燈台（又は……（場所）における航空燈台）は動作中ですか。 2 そちらは，航空燈台（又は……（場所）における航空燈台）を点燈してくれませんか。 3 そちらは，飛行場燈台（又は……（場所）における飛行場燈台）をこちらが着陸するまで消してくれませんか。 | 1 航空燈台（又は……（場所）における航空燈台）は動作中です。 2 こちらは，飛行場燈台（又は……（場所）における飛行場燈台）をそちらが着陸を完了するまで消します。 | 1 航空燈台（又は……（場所）における航空燈台）は動作中です。 2 こちらは，飛行場燈台（又は……（場所）における飛行場燈台）をそちらが着陸を完了するまで消します。 | 1 航空燈台（又は……（場所）における航空燈台）は動作中です。 2 こちらは，飛行場燈台（又は……（場所）における飛行場燈台）をそちらが着陸を完了するまで消します。 |
| QFE   | 飛行場（又は……（場所）の飛行場）公定標高における現在の気圧は，いくらですか。 | ……（場所）の飛行場の公定標高における気圧は，……ミリバールです（又は……時の観測によれば……ミリバールでした。）。 | ……（場所）の飛行場の公定標高における気圧は，……ミリバールです（又は……時の観測によれば……ミリバールでした。）。 | ……（場所）の飛行場の公定標高における気圧は，……ミリバールです（又は……時の観測によれば……ミリバールでした。）。 |
| QFF   | 現在の海面更正気圧（又は……（場所）における現在の海面更正気圧）は，いくらですか。 | 現在の……（場所）における海面更正気圧は，……ミリバールです（又は……時の観測によれば……ミリバールでした。）。 | 現在の……（場所）における海面更正気圧は，……ミリバールです（又は……時の観測によれば……ミリバールでした。）。 | 現在の……（場所）における海面更正気圧は，……ミリバールです（又は……時の観測によれば……ミリバールでした。）。 |
| QFG   | こちらは，真上にいますか。 | そちらは，真上にいます。 | そちらは，真上にいます。 | そちらは，真上にいます。 |
| QFH   | こちらは，雲層下に下降してもさしつかえありませんか。 | そちらは，雲層下に下降してもさしつかえありません。 | そちらは，雲層下に下降してもさしつかえありません。 | そちらは，雲層下に下降してもさしつかえありません。 |
| QFI   | 飛行場燈火は，点燈されていますか。 | 飛行場燈火は，点燈されています 又は 飛行場燈火を点燈してください。 | 飛行場燈火は，点燈されています 又は 飛行場燈火を点燈してください。 | 飛行場燈火は，点燈されています 又は 飛行場燈火を点燈してください。 |
| QFM   | ……（基準面）での高度いくらを 1 こちらは保ちましょうか。 2 そちらは保つていますか。 3 そちらは巡航するつもりですか。 | 1 そちらは高度……（数字及び単位）……（基準面）を保つて（又は飛行して）ください。 2 こちらは高度……（数字及び単位）……（基準面）を保つています。 3 こちらは高度……（数字及び単位）……（基準面）で巡航するつもりです。 | 1 そちらは高度……（数字及び単位）……（基準面）を保つて（又は飛行して）ください。 2 こちらは高度……（数字及び単位）……（基準面）を保つています。 3 こちらは高度……（数字及び単位）……（基準面）で巡航するつもりです。 | 1 そちらは高度……（数字及び単位）……（基準面）を保つて（又は飛行して）ください。 2 こちらは高度……（数字及び単位）……（基準面）を保つています。 3 こちらは高度……（数字及び単位）……（基準面）で巡航するつもりです。 |
| QFO   | こちらは，直ちに着陸してもさしつかえありませんか。 | そちらは，直ちに着陸してもさしつかえありません。 | そちらは，直ちに着陸してもさしつかえありません。 | そちらは，直ちに着陸してもさしつかえありません。 |
| QFP   | そちらは，……施設（又は……施設で……（場所）にあるもの）についての最近の情報を通知してくれませんか。 | こちらは，……施設（又は……施設で……（場所）にあるもの）について最近の情報は，……（ノータム用略語で示す情報）です。 | こちらは，……施設（又は……施設で……（場所）にあるもの）について最近の情報は，……（ノータム用略語で示す情報）です。 | こちらは，……施設（又は……施設で……（場所）にあるもの）について最近の情報は，……（ノータム用略語で示す情報）です。 |
| QFR   | こちらの着陸装置が破損しているように見えますか。 | そちらの着陸装置は，破損しているようです。 | そちらの着陸装置は，破損しているようです。 | そちらの着陸装置は，破損しているようです。 |
| QFS   | ……無線局で……（場所）にあるものは，運用中ですか。 | ……無線局で……（場所）にあるものは，運用中です。（又は……時間以内に運用します）。 又は ……無線局で（場所）にあるものを運用してください。 | ……無線局で……（場所）にあるものは，運用中です。（又は……時間以内に運用します）。 又は ……無線局で（場所）にあるものを運用してください。 | ……無線局で……（場所）にあるものは，運用中です。（又は……時間以内に運用します）。 又は ……無線局で（場所）にあるものを運用してください。 |
| QFT   | ……（基準面）での高度いくらの間において（又は（基準面）での高度いくらの間で……（地点又は区域）において）着氷が観測されますか。 | 着氷は，……（地点又は区域）……型，強度……で高度……（数字及び単位）と……（数字及び単位）……（基準面）との間で観測されました。 | 着氷は，……（地点又は区域）……型，強度……で高度……（数字及び単位）と……（数字及び単位）……（基準面）との間で観測されました。 | 着氷は，……（地点又は区域）……型，強度……で高度……（数字及び単位）と……（数字及び単位）……（基準面）との間で観測されました。 |
| QFU   | 使用する滑走路の磁方位（又は番号）は，何ですか。 | 使用する滑走路の磁方位（又は番号）は……（3数字で示す滑走路の磁方位又は2数字で示す滑走路の番号）です。 | 使用する滑走路の磁方位（又は番号）は……（3数字で示す滑走路の磁方位又は2数字で示す滑走路の番号）です。 | 使用する滑走路の磁方位（又は番号）は……（3数字で示す滑走路の磁方位又は2数字で示す滑走路の番号）です。 |
| QFV   | 照明燈は，点燈されていますか。 | 照明燈は，点燈されています。 又は 照明燈を点燈してください。 | 照明燈は，点燈されています。 又は 照明燈を点燈してください。 | 照明燈は，点燈されています。 又は 照明燈を点燈してください。 |
| QFW   | 使用する滑走路の長さは，……（単位）でいくらですか。 | 現在使用中の滑走路の長さは，……（数字及び単位）です。 | 現在使用中の滑走路の長さは，……（数字及び単位）です。 | 現在使用中の滑走路の長さは，……（数字及び単位）です。 |
| QFX   | | こちらは，固定空中線を使用しています（又は使用しようとしています。）。 又は 固定空中線を使用してください。 | こちらは，固定空中線を使用しています（又は使用しようとしています。）。 又は 固定空中線を使用してください。 | こちらは，固定空中線を使用しています（又は使用しようとしています。）。 又は 固定空中線を使用してください。 |
| QFY   | 着陸（又は……（場所）における着陸）に必要な現在の気象状態を通知してくれませんか。 | ……（場所）における着陸に必要な現在の気象状態は，……（注）です。 （注）情報をQ符号で示すときは，QAN，QBA，QNY，QBB，QNH（又はQFE），QMU，QNT，QBJの順序（QMU，QNT及びQBJについては必要があるときに限る。）により，QAN，QBA，QNY，QBBの情報には，必要がある場合を除くほか，当該Q符号の前置を省略する。                                                                            | ……（場所）における着陸に必要な現在の気象状態は，……（注）です。 （注）情報をQ符号で示すときは，QAN，QBA，QNY，QBB，QNH（又はQFE），QMU，QNT，QBJの順序（QMU，QNT及びQBJについては必要があるときに限る。）により，QAN，QBA，QNY，QBBの情報には，必要がある場合を除くほか，当該Q符号の前置を省略する。                                                                            | ……（場所）における着陸に必要な現在の気象状態は，……（注）です。 （注）情報をQ符号で示すときは，QAN，QBA，QNY，QBB，QNH（又はQFE），QMU，QNT，QBJの順序（QMU，QNT及びQBJについては必要があるときに限る。）により，QAN，QBA，QNY，QBBの情報には，必要がある場合を除くほか，当該Q符号の前置を省略する。                                                                            |
| QFZ   | ……（場所）における……時から……時までの間の飛行場予報は，どうですか。 | ……（場所）における……時から……時までの間の飛行場予報は，……（注）です。 （注）情報をQ符号で示すときは，QAN，QBA，QNY，QBB，QNH（又はQFE），QMU，QNT，QBJの順序（QMU，QNT及びQBJについては必要があるときに限る。）による。 | ……（場所）における……時から……時までの間の飛行場予報は，……（注）です。 （注）情報をQ符号で示すときは，QAN，QBA，QNY，QBB，QNH（又はQFE），QMU，QNT，QBJの順序（QMU，QNT及びQBJについては必要があるときに限る。）による。 | ……（場所）における……時から……時までの間の飛行場予報は，……（注）です。 （注）情報をQ符号で示すときは，QAN，QBA，QNY，QBB，QNH（又はQFE），QMU，QNT，QBJの順序（QMU，QNT及びQBJについては必要があるときに限る。）による。 |
| QGC   | | 滑走路の……の方向に障害物があります。その滑走路は，……です。 | 滑走路の……の方向に障害物があります。その滑走路は，……です。 | 滑走路の……の方向に障害物があります。その滑走路は，……です。 |
| QGD   | こちらの針路にこちらの高度と同じ高さ又はこちらの高度より高い障害物がありますか。 | そちらの針路に高度……（数字及び単位）……（基準面）の障害物があります。 | そちらの針路に高度……（数字及び単位）……（基準面）の障害物があります。 | そちらの針路に高度……（数字及び単位）……（基準面）の障害物があります。 |
| QGE   | こちらからそちら（又は……）までの距離は，いくらですか。 | そちらからこちらまで（又は……まで）の距離は，……（数字及び単位）です。 （参照）QDM，QDR，QTE，QUJ | そちらからこちらまで（又は……まで）の距離は，……（数字及び単位）です。 （参照）QDM，QDR，QTE，QUJ | そちらからこちらまで（又は……まで）の距離は，……（数字及び単位）です。 （参照）QDM，QDR，QTE，QUJ |
| QGH   | こちらは，……（方式又は施設）により着陸してもさしつかえありませんか。 | そちらは，……（方式又は施設）により着陸してもさしつかえありません。 | そちらは，……（方式又は施設）により着陸してもさしつかえありません。 | そちらは，……（方式又は施設）により着陸してもさしつかえありません。 |
| QGK   | こちらは，どの方向に進路をとつたらよいでしょうか。 又は そちらは，どの針路をとつていますか。 | ……（場所）から……度……（真方位又は磁方位）の針路をとつてください。 又は こちらは，……（場所）から……度……（真方位又は磁方位）の針路をとつています。 | ……（場所）から……度……（真方位又は磁方位）の針路をとつてください。 又は こちらは，……（場所）から……度……（真方位又は磁方位）の針路をとつています。 | ……（場所）から……度……（真方位又は磁方位）の針路をとつてください。 又は こちらは，……（場所）から……度……（真方位又は磁方位）の針路をとつています。 |
| QGL   | こちらは，……（管制区又は管制圏）に……（場所）で入つてもさしつかえないでしょうか。 | そちらは，……（管制区又は管制圏）に……（場所）で入つてもさしつかえありません。 | そちらは，……（管制区又は管制圏）に……（場所）で入つてもさしつかえありません。 | そちらは，……（管制区又は管制圏）に……（場所）で入つてもさしつかえありません。 |
| QGM   | | ……（管制区又は管制圏）から出てください。 | ……（管制区又は管制圏）から出てください。 | ……（管制区又は管制圏）から出てください。 |
| QGN   | こちらは，着陸（又は……（場所）に着陸）を許可されますか。 | そちらは，着陸（又は……（場所）に着陸）を許可されます。 | そちらは，着陸（又は……（場所）に着陸）を許可されます。 | そちらは，着陸（又は……（場所）に着陸）を許可されます。 |
| QGO   | | 着陸は，……（場所）では禁止されています。 | 着陸は，……（場所）では禁止されています。 | 着陸は，……（場所）では禁止されています。 |
| QGP   | こちらの着陸順位は，何番ですか。 | そちらの着陸順位は，……番です。 | そちらの着陸順位は，……番です。 | そちらの着陸順位は，……番です。 |
| QGQ   | こちらは，……（場所）で待機しましようか。 | ……（場所）で高度……（数字及び単位）……（基準面）において待機して指示を待つてください。 | ……（場所）で高度……（数字及び単位）……（基準面）において待機して指示を待つてください。 | ……（場所）で高度……（数字及び単位）……（基準面）において待機して指示を待つてください。 |
| QGT   | | そちらは，現在の針路と反対の針路をとつて……分間飛行してください。 | そちらは，現在の針路と反対の針路をとつて……分間飛行してください。 | そちらは，現在の針路と反対の針路をとつて……分間飛行してください。 |
| QGU   | | ……分間……度の磁針路で飛行してください。 | ……分間……度の磁針路で飛行してください。 | ……分間……度の磁針路で飛行してください。 |
| QGV   | そちらは，こちらが見えますか。 又は そちらは，飛行場が見えますか。 又は そちらは，……（航空機）が見えますか。 | こちらは，そちらが……（度又は方位）に見えます。 又は こちらは，飛行場がみえます。 又は こちらは，……（航空機）が見えます。 | こちらは，そちらが……（度又は方位）に見えます。 又は こちらは，飛行場がみえます。 又は こちらは，……（航空機）が見えます。 | こちらは，そちらが……（度又は方位）に見えます。 又は こちらは，飛行場がみえます。 又は こちらは，……（航空機）が見えます。 |
| QGW   | こちらの着陸装置は，降りて定位置にあるように見えますか。 | そちらの着陸装置は，降りて定位置にあるように見えます。 | そちらの着陸装置は，降りて定位置にあるように見えます。 | そちらの着陸装置は，降りて定位置にあるように見えます。 |
| QGZ   | | 施設の……方向で待機してください。その施設は，……です。 | 施設の……方向で待機してください。その施設は，……です。 | 施設の……方向で待機してください。その施設は，……です。 |
| QHE   | そちらは，進入路の……経路に入ると時刻をこちらへ通知してくれませんか。 | こちらは，ただいま進入路の 1 第2経路(cross-wind leg) 2 第3経路(down-wind leg) 3 第4経路(base leg) 4 最終経路(final leg) におります。 | こちらは，ただいま進入路の 1 第2経路(cross-wind leg) 2 第3経路(down-wind leg) 3 第4経路(base leg) 4 最終経路(final leg) におります。 | こちらは，ただいま進入路の 1 第2経路(cross-wind leg) 2 第3経路(down-wind leg) 3 第4経路(base leg) 4 最終経路(final leg) におります。 |
| QHG   | こちらは，高度……（数字及び単位）……（基準面）で場周経路へ進入してもさしつかえありませんか。 | 高度……（数字及び単位）……（基準面）で場周経路へ進入が許可されました。 | 高度……（数字及び単位）……（基準面）で場周経路へ進入が許可されました。 | 高度……（数字及び単位）……（基準面）で場周経路へ進入が許可されました。 |
| QHH   | そちらは，緊急着陸をしているのですか。 | こちらは，緊急着陸をしています。 又は ……（場所）において緊急着陸が行われています。 高度……（数字及び単位）……（基準面）で，距離……（数字及び単位）の範囲内にあるすべての航空機は，……（場所又は方位）をあけてください。 | こちらは，緊急着陸をしています。 又は ……（場所）において緊急着陸が行われています。 高度……（数字及び単位）……（基準面）で，距離……（数字及び単位）の範囲内にあるすべての航空機は，……（場所又は方位）をあけてください。 | こちらは，緊急着陸をしています。 又は ……（場所）において緊急着陸が行われています。 高度……（数字及び単位）……（基準面）で，距離……（数字及び単位）の範囲内にあるすべての航空機は，……（場所又は方位）をあけてください。 |
| QHI   | そちらは，（又は……は）， 1 着水していますか。 2 着陸していますか。 | こちらは，（又は……は）， 1 ……時に着水したところです。 2 ……時に着陸したところです。 | こちらは，（又は……は）， 1 ……時に着水したところです。 2 ……時に着陸したところです。 | こちらは，（又は……は）， 1 ……時に着水したところです。 2 ……時に着陸したところです。 |
| QHQ   | こちらは，……進入を（又は……進入を（場所）において）してもさしつかえありませんか。 又は そちらは，……進入をしていますか。 | そちらは，……進入を（又は……進入を（場所）において）してもさしつかえありません。 又は こちらは，……進入をしています。 | そちらは，……進入を（又は……進入を（場所）において）してもさしつかえありません。 又は こちらは，……進入をしています。 | そちらは，……進入を（又は……進入を（場所）において）してもさしつかえありません。 又は こちらは，……進入をしています。 |
| QHZ   | こちらは，場周経路を飛行（又は場周経路を着陸復行）しましようか。 | 場周経路を飛行（又は場周経路を着陸復行）してください。 | 場周経路を飛行（又は場周経路を着陸復行）してください。 | 場周経路を飛行（又は場周経路を着陸復行）してください。 |
| QIC   | こちらは，……無線局と……kc（又は……Mc）により，ただいま（又は……時に）連絡設定をしてもさしつかえありませんか。 | ……無線局と……kc（又は……Mc）により，ただいま（又は……時に）連絡設定をしてください。 又は こちらは，……無線局と……kc（又は……Mc）により，ただいま（又は……時に）連絡設定をします。 | ……無線局と……kc（又は……Mc）により，ただいま（又は……時に）連絡設定をしてください。 又は こちらは，……無線局と……kc（又は……Mc）により，ただいま（又は……時に）連絡設定をします。 | ……無線局と……kc（又は……Mc）により，ただいま（又は……時に）連絡設定をしてください。 又は こちらは，……無線局と……kc（又は……Mc）により，ただいま（又は……時に）連絡設定をします。 |
| QIF   | ……は，どんな周波数の電波を使用していますか。 | ……は，……kc（又は……Mc）の電波を使用しています。 | ……は，……kc（又は……Mc）の電波を使用しています。 | ……は，……kc（又は……Mc）の電波を使用しています。 |
| QJA   | こちらの 1 テープ 2 マークとスペース は，逆になつていますか。 | そちらの 1 テープ 2 マークとスペース は，逆になつています。 | そちらの 1 テープ 2 マークとスペース は，逆になつています。 | そちらの 1 テープ 2 マークとスペース は，逆になつています。 |
| QJB   | そちらは， 1 無線 2 有線 3 電信 4 印刷電信 5 電話 6 受信機 7 送信機 8 印刷受信さん孔機 を使用しますか。 | こちらは， 1 無線 2 有線 3 電信 4 印刷電信 5 電話 6 受信機 7 送信機 8 印刷受信さん孔機 を使用します。 | こちらは， 1 無線 2 有線 3 電信 4 印刷電信 5 電話 6 受信機 7 送信機 8 印刷受信さん孔機 を使用します。 | こちらは， 1 無線 2 有線 3 電信 4 印刷電信 5 電話 6 受信機 7 送信機 8 印刷受信さん孔機 を使用します。 |
| QJC   | そちらは， 1 送信分配機 2 自動送信部 3 印刷さん孔機 4 印刷受信さん孔機 5 印刷受信機 6 印刷受信機用電動機 7 鍵（けん）盤 8 空中線系 を調べてくれませんか。                                                                                        | こちらは， 1 送信分配機 2 自動送信部 3 印刷さん孔機 4 印刷受信さん孔機 5 印刷受信機 6 印刷受信機用電動機 7 鍵（けん）盤 8 空中線系 を調べます。 | こちらは， 1 送信分配機 2 自動送信部 3 印刷さん孔機 4 印刷受信さん孔機 5 印刷受信機 6 印刷受信機用電動機 7 鍵（けん）盤 8 空中線系 を調べます。 | こちらは， 1 送信分配機 2 自動送信部 3 印刷さん孔機 4 印刷受信さん孔機 5 印刷受信機 6 印刷受信機用電動機 7 鍵（けん）盤 8 空中線系 を調べます。 |
| QJD   | こちらの送信は， 1 文字 2 数字 の送信になつていますか。 | そちらの送信は， 1 文字 2 数字 の送信になつています。 | そちらの送信は， 1 文字 2 数字 の送信になつています。 | そちらの送信は， 1 文字 2 数字 の送信になつています。 |
| QJE   | こちらの周波数偏移は， 1 大きすぎますか。 2 小さすぎますか。 3 正常ですか。 | そちらの周波数偏移は， 1 大きすぎます。 2 小さすぎます（又は……サイクル小さい。）。 3 正常です。 | そちらの周波数偏移は， 1 大きすぎます。 2 小さすぎます（又は……サイクル小さい。）。 3 正常です。 | そちらの周波数偏移は， 1 大きすぎます。 2 小さすぎます（又は……サイクル小さい。）。 3 正常です。 |
| QJF   | | モニター……によつて調査したところでは，こちらの信号は， 1 発射前の段階においては良好です。 2 発射しているものについては良好です。 | モニター……によつて調査したところでは，こちらの信号は， 1 発射前の段階においては良好です。 2 発射しているものについては良好です。 | モニター……によつて調査したところでは，こちらの信号は， 1 発射前の段階においては良好です。 2 発射しているものについては良好です。 |
| QJG   | こちらは，自動中継に復しましようか。 | 自動中継に復してください。 | 自動中継に復してください。 | 自動中継に復してください。 |
| QJH   | こちらは， 1 試験用テープ 2 試験用通報 をかけましようか。 | そちらは， 1 試験用テープ 2 試験用通報 をかけて下さい。 | そちらは， 1 試験用テープ 2 試験用通報 をかけて下さい。 | そちらは， 1 試験用テープ 2 試験用通報 をかけて下さい。 |
| QJI   | そちらは， 1 マークの連続 2 スペースの連続 を送信してくれませんか。 | こちらは， 1 マークの連続 2 スペースの連続 を送信しています。 | こちらは， 1 マークの連続 2 スペースの連続 を送信しています。 | こちらは， 1 マークの連続 2 スペースの連続 を送信しています。 |
| QJK   | そちらは， 1 マークの連続 2 スペースの連続 3 マーク寄り 4 スペース寄り を受信していますか。 | こちらは， 1 マークの連続 2 スペースの連続 3 マーク寄り 4 スペース寄り を受信しています。 | こちらは， 1 マークの連続 2 スペースの連続 3 マーク寄り 4 スペース寄り を受信しています。 | こちらは， 1 マークの連続 2 スペースの連続 3 マーク寄り 4 スペース寄り を受信しています。 |
| QKC   | | 海上の状況（又は……（地点）における海上の状況）は， 1 着水できるが離水できません。 2 着水がきわめて危険です。 | 海上の状況（又は……（地点）における海上の状況）は， 1 着水できるが離水できません。 2 着水がきわめて危険です。 | 海上の状況（又は……（地点）における海上の状況）は， 1 着水できるが離水できません。 2 着水がきわめて危険です。 |
| QKF   | こちらは，救助（又は，……時に救助）されるでしようか。 | そちらは，……時に救助される見込みです。 又は そちらは，……時に 1 航空機……（識別）（又は，……（識別），型式……） 2 船舶……（呼出名称又は名称） によつて救助される見込みです。 | そちらは，……時に救助される見込みです。 又は そちらは，……時に 1 航空機……（識別）（又は，……（識別），型式……） 2 船舶……（呼出名称又は名称） によつて救助される見込みです。 | そちらは，……時に救助される見込みです。 又は そちらは，……時に 1 航空機……（識別）（又は，……（識別），型式……） 2 船舶……（呼出名称又は名称） によつて救助される見込みです。 |
| QKG   | 生存者と……（識別）が， 1 可視信号 2 通信 によつて連絡できたとき，救助が開始されるでしようか。 | 生存者と……（識別）が， 1 可視信号 2 通信 によつて連絡できたとき，救助が開始されます。 | 生存者と……（識別）が， 1 可視信号 2 通信 によつて連絡できたとき，救助が開始されます。 | 生存者と……（識別）が， 1 可視信号 2 通信 によつて連絡できたとき，救助が開始されます。 |
| QKH   | 今行われている（又は行われる予定の）並行捜索法による捜索の詳細を通知してくれませんか。 又は 今行われている（又は行われる予定の）並行捜索法による捜索の 1 捜索方向 2 捜索間隔 3 高度及び基準面 は何ですか。                                       | 並行捜索法による捜索は， 1 捜索方向……（度）……（真方位又は磁方位） 2 捜索間隔……（数字及び単位） 3 高度……（数字）及び……（基準面） で行われています（又は行われる予定です。）。 | 並行捜索法による捜索は， 1 捜索方向……（度）……（真方位又は磁方位） 2 捜索間隔……（数字及び単位） 3 高度……（数字）及び……（基準面） で行われています（又は行われる予定です。）。 | 並行捜索法による捜索は， 1 捜索方向……（度）……（真方位又は磁方位） 2 捜索間隔……（数字及び単位） 3 高度……（数字）及び……（基準面） で行われています（又は行われる予定です。）。 |
| QKN   | | そちらと思われる航空機が位置……で……度の針路に向かつているのが……時に記録されました。 | そちらと思われる航空機が位置……で……度の針路に向かつているのが……時に記録されました。 | そちらと思われる航空機が位置……で……度の針路に向かつているのが……時に記録されました。 |
| QKO   | 他の何救助隊が作業（又は……（作業名）に参加していますか（又は参加しますか。）。 | 作業（……（作業名））には，救助隊……，……（各救助隊の名称）が参加しています（又は……時から参加します。）。 | 作業（……（作業名））には，救助隊……，……（各救助隊の名称）が参加しています（又は……時から参加します。）。 | 作業（……（作業名））には，救助隊……，……（各救助隊の名称）が参加しています（又は……時から参加します。）。 |
| QKP   | どの捜索法が行われていますか。 | 今行われている捜索法は， 1 並行捜査法(pararell sweep) 2 方形捜索法(square search) 3 蛇行前進法(creeping line ahead) 4 航路精査法(track crawl) 5 等高線捜索法(combined search by aircraft and ship) 6 航空機と船舶の協力捜索法 7 ……（その他の捜索法） です。 | 今行われている捜索法は， 1 並行捜査法(pararell sweep) 2 方形捜索法(square search) 3 蛇行前進法(creeping line ahead) 4 航路精査法(track crawl) 5 等高線捜索法(combined search by aircraft and ship) 6 航空機と船舶の協力捜索法 7 ……（その他の捜索法） です。 | 今行われている捜索法は， 1 並行捜査法(pararell sweep) 2 方形捜索法(square search) 3 蛇行前進法(creeping line ahead) 4 航路精査法(track crawl) 5 等高線捜索法(combined search by aircraft and ship) 6 航空機と船舶の協力捜索法 7 ……（その他の捜索法） です。 |
| QLB   | そちらは，……無線局について監聴し，通達距離，質等を通知してくれますか。 | こちらが，……無線局について監聴した結果は，……（簡単に示す情報）です。 | こちらが，……無線局について監聴した結果は，……（簡単に示す情報）です。 | こちらが，……無線局について監聴した結果は，……（簡単に示す情報）です。 |
| QLH   | そちらは，……周波数と……周波数の電波を同時に電鍵（でんけん）操作してくれませんか。 | こちらは，ただいまから……周波数と……周波数の電波を同時に電鍵（でんけん）操作します。 | こちらは，ただいまから……周波数と……周波数の電波を同時に電鍵（でんけん）操作します。 | こちらは，ただいまから……周波数と……周波数の電波を同時に電鍵（でんけん）操作します。 |
| QLV   | ……無線局の運用は，まだ必要ですか。 | ……無線局の運用は，まだ必要です。 | ……無線局の運用は，まだ必要です。 | ……無線局の運用は，まだ必要です。 |
| QMI   | そちら（航空機局に限る。）が観測した雲層別分布状態（又は……（地点又は区域）雲層別分布状態）を通知してくれませんか。 | ……時に（地点又は区域）においてこちら（航空機局に限る。）が観測した雲層別分布状態は，最下層は8分の……（又は8分の……，……型）で，雲底の高さは……（数字及び単位）……（基準面）です（数個の雲層に係る情報は，最も低い雲層のものから順次通知する。）。 （例）QMI 1400 11 2 CU 1000 FT 2500 FT 6 SC 6000 FT 10000 FT 5 AC 13000 FT 14000 FT ALT                                           | ……時に（地点又は区域）においてこちら（航空機局に限る。）が観測した雲層別分布状態は，最下層は8分の……（又は8分の……，……型）で，雲底の高さは……（数字及び単位）……（基準面）です（数個の雲層に係る情報は，最も低い雲層のものから順次通知する。）。 （例）QMI 1400 11 2 CU 1000 FT 2500 FT 6 SC 6000 FT 10000 FT 5 AC 13000 FT 14000 FT ALT                                           | ……時に（地点又は区域）においてこちら（航空機局に限る。）が観測した雲層別分布状態は，最下層は8分の……（又は8分の……，……型）で，雲底の高さは……（数字及び単位）……（基準面）です（数個の雲層に係る情報は，最も低い雲層のものから順次通知する。）。 （例）QMI 1400 11 2 CU 1000 FT 2500 FT 6 SC 6000 FT 10000 FT 5 AC 13000 FT 14000 FT ALT                                           |
| QMU   | ……（場所）における地表温度及び露点温度は，何度ですか。 | ……（場所）における……時の地表温度は……で，露点温度は……度です。 | ……（場所）における……時の地表温度は……で，露点温度は……度です。 | ……（場所）における……時の地表温度は……で，露点温度は……度です。 |
| QMW   | ……（地点又は区域）における摂氏零度の等温線は，……（基準面）での高度がいくらのところですか。 | ……（地点又は区域）における摂氏零度の等温線は，高度……（数字及び単位）……（基準面）のところです。 | ……（地点又は区域）における摂氏零度の等温線は，高度……（数字及び単位）……（基準面）のところです。 | ……（地点又は区域）における摂氏零度の等温線は，高度……（数字及び単位）……（基準面）のところです。 |
| QMX   | 高度（又は（地点若しくは区域）又は……時においての高度）……（数字及び単位）……（基準面）における気温は何度ですか。 | ……（地点又は区域）における……時の気温は，……（度及び単位）（航空機局の場合は，対気速度による誤差を修正した値とする。）で，高度……（数字及び単位）……（基準面）です。 | ……（地点又は区域）における……時の気温は，……（度及び単位）（航空機局の場合は，対気速度による誤差を修正した値とする。）で，高度……（数字及び単位）……（基準面）です。 | ……（地点又は区域）における……時の気温は，……（度及び単位）（航空機局の場合は，対気速度による誤差を修正した値とする。）で，高度……（数字及び単位）……（基準面）です。 |
| QMZ   | そちらは，まだ通過していない航空路の区間に関する飛行予報についての修正がありますか。 | 飛行予報についての修正は，……（修正の無い場合はNIL）です。 | 飛行予報についての修正は，……（修正の無い場合はNIL）です。 | 飛行予報についての修正は，……（修正の無い場合はNIL）です。 |
| QNE   | こちらの高度計について1013.2ミリバールに気圧修正したときは，……（場所）に……時に着陸する場合，こちらの高度計は，何度を表示しますか。 | そちらの高度計を1013.2ミリバールに気圧修正したときは，……（場所）に……時に着陸する場合のそちらの高度計は、……（数字及び単位）を表示します。 | そちらの高度計を1013.2ミリバールに気圧修正したときは，……（場所）に……時に着陸する場合のそちらの高度計は、……（数字及び単位）を表示します。 | そちらの高度計を1013.2ミリバールに気圧修正したときは，……（場所）に……時に着陸する場合のそちらの高度計は、……（数字及び単位）を表示します。 |
| QNH   | そちらの所在地にこちらがいたとした場合，こちらの標高を指示するように高度計の気圧修正をするには，どうすればよいですか。 | そちらの高度計を……ミリバールに気圧修正すれば，高度計は，そちらが……時にこちらの所在地にいたとした場合の標高を指示します。 | そちらの高度計を……ミリバールに気圧修正すれば，高度計は，そちらが……時にこちらの所在地にいたとした場合の標高を指示します。 | そちらの高度計を……ミリバールに気圧修正すれば，高度計は，そちらが……時にこちらの所在地にいたとした場合の標高を指示します。 |
| QNI   | ……（基準面）での高度がいくらにおいて……（地点又は区域）におけるじょう乱が観測されましたか。 | じょう乱は，……（地点又は区域）において……の強度で，高度……（数字及び単位）と……（数字及び単位）……（基準面）の間で観測されました。 | じょう乱は，……（地点又は区域）において……の強度で，高度……（数字及び単位）と……（数字及び単位）……（基準面）の間で観測されました。 | じょう乱は，……（地点又は区域）において……の強度で，高度……（数字及び単位）と……（数字及び単位）……（基準面）の間で観測されました。 |
| QNO   | | こちらには，そちらの要求する情報（又は要求する便宜）を提供する設備がありません。 | こちらには，そちらの要求する情報（又は要求する便宜）を提供する設備がありません。 | こちらには，そちらの要求する情報（又は要求する便宜）を提供する設備がありません。 |
| QNR   | | こちらは，引返し不能地点に近づきつつあります。 | こちらは，引返し不能地点に近づきつつあります。 | こちらは，引返し不能地点に近づきつつあります。 |
| QNT   | ……（場所）における地表風の最大瞬間風速は，いくらですか。 | ……（場所）における……時の地表風の最大瞬間風速は，……（数字及び単位）です。 | ……（場所）における……時の地表風の最大瞬間風速は，……（数字及び単位）です。 | ……（場所）における……時の地表風の最大瞬間風速は，……（数字及び単位）です。 |
| QNY   | ……（場所，地点又は区域）における現在天気は，どうですか。 | ……（場所，地点又は区域）における……時の現在天気は，（情報の無い場合はNIL）（注）です。 （注）地上の無線局の情報は，AERO型式の現在天気の表によつて示し，航空機局の情報は，AIREP型式の表又はQBF，QBG，QBK，QBN又はQBPによつて示す。 | ……（場所，地点又は区域）における……時の現在天気は，（情報の無い場合はNIL）（注）です。 （注）地上の無線局の情報は，AERO型式の現在天気の表によつて示し，航空機局の情報は，AIREP型式の表又はQBF，QBG，QBK，QBN又はQBPによつて示す。 | ……（場所，地点又は区域）における……時の現在天気は，（情報の無い場合はNIL）（注）です。 （注）地上の無線局の情報は，AERO型式の現在天気の表によつて示し，航空機局の情報は，AIREP型式の表又はQBF，QBG，QBK，QBN又はQBPによつて示す。 |
| QUH※  | 現在の水平面における気圧は，いくらですか。 | ……（場所又は位置）における……時現在の水平面における気圧は，……（数字及び単位）です。 | ……（場所又は位置）における……時現在の水平面における気圧は，……（数字及び単位）です。 | ……（場所又は位置）における……時現在の水平面における気圧は，……（数字及び単位）です。 |
| QUK※  | そちらは，……（場所又は経緯度）で観測した海の状態を示すことができますか。 | ……（場所又は経緯度）の海は，……（注）です。 （注）海の状態（波の高さについては，比較的大きく，かつ，典型的な波の高さの平均による。）を次の区別による番号で示す。 | ……（場所又は経緯度）の海は，……（注）です。 （注）海の状態（波の高さについては，比較的大きく，かつ，典型的な波の高さの平均による。）を次の区別による番号で示す。 | ……（場所又は経緯度）の海は，……（注）です。 （注）海の状態（波の高さについては，比較的大きく，かつ，典型的な波の高さの平均による。）を次の区別による番号で示す。 |
| QUK※  | そちらは，……（場所又は経緯度）で観測した海の状態を示すことができますか。 | 番号 | 海の状態 | 波の高さ |
| QUK※  | そちらは，……（場所又は経緯度）で観測した海の状態を示すことができますか。 | （単位はメートル。ただし，括弧内の単位はフィート） | | |
| QUK※  | そちらは，……（場所又は経緯度）で観測した海の状態を示すことができますか。 | 0 | 鏡のようになめらかである。 | 0 （0） |
| QUK※  | そちらは，……（場所又は経緯度）で観測した海の状態を示すことができますか。 | 1 | さざ波がある。 | 0.1以下 （0.3以下） |
| QUK※  | そちらは，……（場所又は経緯度）で観測した海の状態を示すことができますか。 | 2 | なめらかな小波がある。 | 0.1をこえ0.5以下 （0.3をこえ1.6以下） |
| QUK※  | そちらは，……（場所又は経緯度）で観測した海の状態を示すことができますか。 | 3 | やや波がある。 | 0.5をこえ1.25以下 （1.6をこえ4以下） |
| QUK※  | そちらは，……（場所又は経緯度）で観測した海の状態を示すことができますか。 | 4 | かなり波がある。 | 1.25をこえ2.5以下 （4をこえ8以下） |
| QUK※  | そちらは，……（場所又は経緯度）で観測した海の状態を示すことができますか。 | 5 | 波がやや高い。 | 2.5をこえ4以下 （8をこえ13以下） |
| QUK※  | そちらは，……（場所又は経緯度）で観測した海の状態を示すことができますか。 | 6 | 波がかなり高い。 | 4をこえ6以下 （13をこえ20以下） |
| QUK※  | そちらは，……（場所又は経緯度）で観測した海の状態を示すことができますか。 | 7 | 相当荒れている。 | 6をこえ9以下 （20をこえ30以下） |
| QUK※  | そちらは，……（場所又は経緯度）で観測した海の状態を示すことができますか。 | 8 | 非常に荒れている。 | 9をこえ14以下 （30をこえ45以下） |
| QUK※  | そちらは，……（場所又は経緯度）で観測した海の状態を示すことができますか。 | 9 | 異常な状態 | 14をこえる （45をこえる） |
| QUL※  | そちらは，……（場所又は経緯度）で観測したうねりを示すことができますか。 | ……（場所又は経緯度）のうねりは，……（注）です。 （注）うねりの状態を次の区別による番号で示す。この場合，当該番号の次に，N，NE，E，SE等の8方位の略語を使用して，うねりの方向を示すことができる。 | ……（場所又は経緯度）のうねりは，……（注）です。 （注）うねりの状態を次の区別による番号で示す。この場合，当該番号の次に，N，NE，E，SE等の8方位の略語を使用して，うねりの方向を示すことができる。 | ……（場所又は経緯度）のうねりは，……（注）です。 （注）うねりの状態を次の区別による番号で示す。この場合，当該番号の次に，N，NE，E，SE等の8方位の略語を使用して，うねりの方向を示すことができる。 |
| QUL※  | そちらは，……（場所又は経緯度）で観測したうねりを示すことができますか。 | 番号 | うねりの高さ （単位はメートル。ただし，括弧内の単位はフィート） | うねりの長さ （単位はメートル。ただし，括弧内の単位はフィート） |
| QUL※  | そちらは，……（場所又は経緯度）で観測したうねりを示すことができますか。 | 0 | ない | |
| QUL※  | そちらは，……（場所又は経緯度）で観測したうねりを示すことができますか。 | 1 | 中位以下 200以下 （600以下） | 低い 1.75未満 （6未満） |
| QUL※  | そちらは，……（場所又は経緯度）で観測したうねりを示すことができますか。 | 2 | 長い 200をこえる （600をこえる） | 低い 1.75未満 （6未満） |
| QUL※  | そちらは，……（場所又は経緯度）で観測したうねりを示すことができますか。 | 3 | 短い 100以下 （300以下） | やや高い 1.75－6.75 （6-12） |
| QUL※  | そちらは，……（場所又は経緯度）で観測したうねりを示すことができますか。 | 4 | 中位 100をこえ200以下 （300をこえ600以下） | やや高い 1.75－6.75 （6-12） |
| QUL※  | そちらは，……（場所又は経緯度）で観測したうねりを示すことができますか。 | 5 | 長い 200をこえる （600をこえる） | やや高い 1.75－6.75 （6-12） |
| QUL※  | そちらは，……（場所又は経緯度）で観測したうねりを示すことができますか。 | 6 | 短い 100以下 （300以下） | 高い 3.75をこえる （12をこえる） |
| QUL※  | そちらは，……（場所又は経緯度）で観測したうねりを示すことができますか。 | 7 | 中位 100をこえ200以下 （300をこえ600以下） | 高い 3.75をこえる （12をこえる） |
| QUL※  | そちらは，……（場所又は経緯度）で観測したうねりを示すことができますか。 | 8 | 長い 200をこえる （600をこえる） | 高い 3.75をこえる （12をこえる） |
| QUL※  | そちらは，……（場所又は経緯度）で観測したうねりを示すことができますか。 | 9 | 混乱した状態 | |
| QUN※  | こちらのすぐ付近（又は……経緯度の付近若しくは……の付近）にいる船舶は，その位置，真航跡及び速力を示してくれませんか。 | こちらの位置，真航跡及び速力は，……です。 | こちらの位置，真航跡及び速力は，……です。 | こちらの位置，真航跡及び速力は，……です。 |

## 航空用語
上述のとおり、航空用語には高度計規正値に用いられるQFE、QNE、QNHなどの航空用Q略語に由来する略語が定義されている。PANSに掲載されているものを抜粋する。
| 略語 | 意義または注                                  |
| ---- | --------------------------------------------- |
| QDL  | 無線電信においてQ符号の意義で用いられる。     |
| QDM  | (無風状態における)磁針路                      |
| QFE  | 飛行場標高での大気圧                          |
| QFU  | 滑走路の磁方位                                |
| QGE  | 無線電信においてQ符号の意義で用いられる。     |
| QJH  | 航空固定業務においてQ符号の意義で用いられる。 |
| QNH  | 平均海面上大気圧による高度計規正値            |
| QSP  | 航空固定業務においてQ符号の意義で用いられる。 |
| QTA  | 航空固定業務においてQ符号の意義で用いられる。 |
| QTE  | 真方位                                        |
| QTF  | 無線電信においてQ符号の意義で用いられる。     |
| QUJ  | 無線電信においてQ符号の意義で用いられる。     |

参考
QTFのみ無線局運用規則および告示に記載が無いため、無線局運用規則から削除されたものにある意義を抜粋する。
| Q符号 | 意義 | 意義                                                                   | 意義 |
| ----- | ---- | ---------------------------------------------------------------------- | --- |
| Q符号 | QTF  | 貴局の操縦する無線方向探知局が測定した当局の位置を示してくれませんか。 | 当局の操縦する無線方向探知局が測定した貴局の位置は、緯度……、経度……、……級……時でした。 航空用注 航空用無線方向探知業務においては、他のいかなる表示を用いてもよい。 |

## アマチュア無線での慣用
| Q符号 | 用法 |
| ----- | --- |
| QRA   | 日本では氏名・ハンドルネームを指していたことがあった。現在はモールスでも「NAME」に代り「OP」で略す。                                |
| QRH   | 通信中に周波数が変動する（ずれる）状態を指す。                                                                                      |
| QRL   | 本業で忙しい、無線をやる暇がない。                                                                                                  |
| QRO   | 大出力のことまたは上級資格取得に伴う設備の大出力化。                                                                                |
| QRP   | 小出力のこと。 |
| QRT   | 閉局や活動中断、時に運用者自身の死去を意味することもある。                                                                          |
| QRV   | （特に移動しての）無線局の運用、また活動の再開。                                                                                    |
| QRX   | 少し待ってください。 |
| QSL   | コンテストやパイルアップではOK QSLと使うが、これはQSLを送れる状態、すなわちコールサインや信号強度が確認出来たと言う意味で使われる。 |
| QSO   | 通信そのものを指す。 |
| QSP   | 伝言のこと。 |
| QSY   | 無線機などを売却したり、引越しなどの移動の意味に使われる。                                                                          |
| QTH   | 運用場所のこと。 |

QN符号 (QN signals)
アメリカ無線中継連盟 (ARRL) は、CW NETによる通信訓練を奨励しており、電文の取扱いのためにQNA - QNZに独自の意義をつけている。これは航空用Q符号と重複がある。

## 派生語
海事用語
- QRC業務

インマルサット船舶通信における料金精算業務。
航空用語
- QGH Approach

方向探知機を利用した降下・着陸。英国空軍用語。
アマチュア無線
- QRNN

人工雑音がひどいこと。
- QRP運用（あるいは単に QRP）

小さな空中線電力での運用を指す。ARRLやJARL（日本アマチュア無線連盟）ではQRPを5W以下と規定している。QRP運用する無線局を QRP局ということがある。
- QRPp運用（あるいは単に QRPp）

上記のQRP運用を強調して、非常に小さな空中線電力での運用を指す。JARLではQRPpを0.5W以下と規定しているが、国際的に認知されているものではない。QRPp運用する無線局を QRPp局と称することがある。
- QSLカード
- アイボールQSO

無線家が直接会うこと。目玉（アイボール）を向かい合わせることからこの名がついた。
- ラバースタンプQSO

必要最小限の事項を述べた定型文だけで交信を行うこと。外国語に不慣れな運用者が海外と交信する場合や、モールス電信の初心者において用いられる。ゴム印（ラバースタンプ）で押したようにいつも同じ文面が出ることからこの名がついた。
- QRRR

ARRLでは「陸上のSOS」としてアマチュア局が急迫した事態の呼出しに前置するものとしている。
- QST

ARRLの月刊機関誌。かつては全ての局への呼出しを意味していた。
- ホームQTH

日本のアマチュア無線家が使う。常置場所のこと。
- QTHR

英国及びその旧植民地であった諸国のアマチュア無線家が使う。QTH Registeredの略で日本のホームQTHに相当する。
俗語 RRやPANSとは無関係。ジョークのようなものであり、相手によっては理解不能あるいは不快になるので使用には注意を要する。
- QLF

Q Left Footed。（左足で打鍵したような）下手な電信。
- QLZ

Q operator too LaZy。怠け者の通信士。
- QSC

Q Send Cigarettes。タバコをくれ。
- QSJ

（原意から転じて）費用、コスト。
- QWM

Q Will Marriage。求婚とその承諾。